# Шахматный матч Флор — Ботвинник
Матч Ботвинник — Флор — международный товарищеский шахматный матч между Михаилом Ботвинником (СССР) и Саломоном Флором (Чехословакия), который проходил с 28 ноября по 19 декабря 1933 года в Москве и Ленинграде. В то время Флор был одним из ведущих шахматистов Европы, претендентом на титул чемпиона мира, а Ботвинник — чемпионом Советского Союза. Матч состоял из 12 партий и закончился вничью: +2 −2 =8.
Матч Ботвинник — Флор стал первой встречей между советским и зарубежным шахматистом после 1926 года. Советская пропаганда использовала итоговую ничью как доказательство того, что СССР «догнал и перегнал буржуазную Европу» по уровню развития шахмат. После матча участились контакты советских шахматистов с зарубежными коллегами, а в Москве проведены сильные международные турниры (см. Москва 1935 и Москва 1936).

## Переговоры и подготовка
После крупного московского международного турнира 1925 года и матча Стокгольм — Ленинград (1926) контакты советских и зарубежных шахматистов прекратились. Идейно-политическое противостояние в шахматах обострилось после эмиграции в Германию Ефима Боголюбова — чемпиона СССР 1924 и 1925 годов, одного из сильнейших шахматистов мира. В Советском Союзе шахматы становились всё более популярным, массовым видом спорта. Глава Всесоюзной шахматно-шашечной секции (тогдашнее название шахматной федерации СССР) Николай Крыленко призвал сделать этот вид спорта инструментом культурно-политической борьбы. Этому посвящена, например, его статья «Ещё о политике и шахматах» 1929 года. Крыленко раньше работал главой Верховного суда СССР и прокурором РСФСР, поэтому имел административные ресурсы для проведения шахматных соревнований наивысшего уровня и демонстрации массовости и преимуществ советской шахматной культуры по сравнению с «буржуазными странами Запада».

### Вызов
Среди историков шахмат нет единодушия по поводу того, кто выступил инициатором матча. По словам Ботвинника, инициатором матча был Саломон Флор, начавший переговоры с известным шахматистом Александром Ильиным-Женевским, который в то время работал в дипломатическом представительстве СССР в Праге. Флор подтвердил это в статье 1934 года: «Этот матч состоялся на основании моего вызова и при активном содействии советского полпреда Ильина-Женевского».
По мнению гроссмейстера Юрия Авербаха, а также Владимира Мощенко, автора книги о С. Флоре, это была идея Ильина-Женевского. Шахматное сообщество СССР тогда находилось в самоизоляции, избегая встреч с иностранными шахматистами, тогда как Флор регулярно и успешно играл в сильнейших международных турнирах. Встреча с таким гроссмейстером привлекла бы внимание мирового шахматного сообщества и могла быть использована для пропаганды Советского Союза как «шахматного государства». Мощенко пишет, что Ильин-Женевский мог иметь также скрытый личный мотив — в 1929 году в четвертьфинале чемпионата СССР он выступил неудачно и по дополнительному показателю не проходил в полуфинал, но организаторы собрали все 80 четвертьфиналистов, чтобы провести опрос, включить ли Ильина-Женевского в число полуфиналистов в виде исключения. Единственным против этого выступил 18-летний Ботвинник, и Ильина-Женевского не включили в полуфинал. Поэтому матч с участием Флора мог быть своеобразным реваншем шахматиста-дипломата. Шахматный историк Сергей Воронков пишет, что формально вызов бросил Флор, но инициатива шла с советской стороны и Ильин-Женевский приложил все усилия для создания соответствующих условий: пообещал зарубежному гостю хорошие условия и гонорары, а властям СССР — рекламу социалистического строя и шахматных достижений, подчёркивая, что Флор отнюдь не непобедим. Владимир Мощенко так цитировал воспоминания Флора о переговорах в советском дипломатическом представительстве: «Александру Фёдоровичу непременно хотелось свести меня и Ботвинника в матче, он просто-таки загорелся этой идеей, уверял, что валюта в советской казне на это дело найдётся. Прямо своё мнение он не высказывал, но я видел: он был убеждён, что я обязательно выйду победителем, и я догадывался, что он по какой-то причине имеет зуб на Михаила Моисеевича».

### Подтверждение советской стороны
По результатам переговоров с Флором Ильин-Женевский направил два письма: одно — Николаю Крыленко, а другое — Самуилу Вайнштейну, шахматному организатору и деятелю, который должен был передать письмо Ботвиннику. После того, как поступило письмо, на заседании исполкома шахматного сектора Высшего совета физической культуры (ВРФК) обсуждали форму соревнования. Некоторые собравшиеся указывали на неопытность Ботвинника и его небольшие шансы в матче, предлагая провести турнир. Однако Крыленко распорядился организовать именно матч Ботвинник — Флор из 12 партий.
По просьбе ВРФК, чемпиона СССР в начале ноября уволили от работы, дав возможность в течение 25 дней готовиться к матчу. По воспоминаниям советского шахматиста, он до 15 ноября посвящал всё время шахматам, а остальное время отдыхал. Для подготовки к соревнованию ему было выделено помещение Дома учёных в Петергофе. Ботвинник проанализировал около 110 партий противника и отметил, что после 1931—1932 годов стиль чешского мастера изменился с атакующего комбинационного на позиционно-технический, а также отметил некоторую психологическую неустойчивость Флора и его возможные ошибки, если игра разворачивается не по его плану.

### Прогнозы
В целом, Флора считали фаворитом — несмотря на 25-летний возраст, у него был опыт выступлений в 39 международных турнирах, 19 из которых он завершил победителем.
22-летний Ботвинник, хотя и был чемпионом СССР, имел гораздо меньший турнирный опыт и выступал только на внутренней арене. Его шахматное мастерство только формировалось.

## Регламент
- Матч играется на большинство из 12 партий. Все 12 партий должны быть сыграны.
- Игра происходит с 6 до 11 вечера.
- Контроль времени 2½ часа на 37 ходов, а далее по 15 ходов в час.
- Расписание:

| - 28 ноября — 1-я партия - 29 ноября — 2-я партия - 30 ноября — доигрывание - 1 декабря — 3-я партия - 2 декабря — день отдыха - 3 декабря — 4-я партия - 4 декабря — 5-я партия - 5 декабря — 6-я партия - 6 декабря — день отдыха - 7 декабря — доигрывание | - 10 декабря — 7-я партия - 11 декабря — 8-я партия - 12 декабря — доигрывание - 13 декабря — день отдыха - 14 декабря — 9-я партия - 15 декабря — 10-я партия - 16 декабря — доигрывание - 17 декабря — день отдыха - 18 декабря — 11-я партия - 19 декабря — 12-я партия |

Первые шесть партий играли в Москве (в Колонном зале Дома Союзов), следующие шесть — в Ленинграде (в Большом зале Консерватории).
Члены организационного комитета матча: Николай Крыленко (председатель), Захар Эдельсон (зам. председателя), Самуил Вайнштейн, Михаил Волковысский, Григорий Гольдберг, Рудольф Гольц, Николай Григорьев, Николай Зубарев, Валериан Еремеев, Яков Рохлин, Николай Рюмин.
Для помощи игрокам их помощниками назначены следующие члены оргкомитета: С. Вайнштейн и Я. Рохлин (Ботвинник), а также Н. Григорьев и Р. Гольц (Флор). Они решали все спорные вопросы, а когда не удавалось прийти к согласию, то решение, по регламенту, принимал суперарбитр матча Николай Зубарев.

## Ход матча
Флор уехал в Москву 25 ноября. В Праге его провожала немалая толпа, среди которой были его брат Мозес Флор, секретарь шахматной федерации Лоума Александр Ильин-Женевский и чешский шахматист Карел Опоченский. На станции Негорелое на польско-советской границе гостя встретили представитель советской шахматной организации и переводчик. Оба участника поселились в престижном отеле «Националь» в центре Москвы. Неожиданно для Сало Флора оказалось, что участники матча имели в ресторане «открытый счёт», то есть могли заказывать неограниченное количество блюд (тогда в СССР действовала карточная система распределения продуктов, а в УССР и других регионах СССР имел место массовый голод).
|   | a | b | c | d | e | f | g | h |   |
| - | --- | --- | --- | --- | --- | --- | --- | --- | - |
| 8 | f8 чёрный король · b7 чёрный слон · f7 чёрная пешка · h7 чёрная пешка · d6 чёрный слон · g6 чёрная пешка · b5 белый конь · d5 белая пешка · f5 чёрная пешка · b4 чёрная пешка · d4 белый конь · a3 белая пешка · h3 белая пешка · e2 белый король · f2 белая пешка · g2 белая пешка | f8 чёрный король · b7 чёрный слон · f7 чёрная пешка · h7 чёрная пешка · d6 чёрный слон · g6 чёрная пешка · b5 белый конь · d5 белая пешка · f5 чёрная пешка · b4 чёрная пешка · d4 белый конь · a3 белая пешка · h3 белая пешка · e2 белый король · f2 белая пешка · g2 белая пешка | f8 чёрный король · b7 чёрный слон · f7 чёрная пешка · h7 чёрная пешка · d6 чёрный слон · g6 чёрная пешка · b5 белый конь · d5 белая пешка · f5 чёрная пешка · b4 чёрная пешка · d4 белый конь · a3 белая пешка · h3 белая пешка · e2 белый король · f2 белая пешка · g2 белая пешка | f8 чёрный король · b7 чёрный слон · f7 чёрная пешка · h7 чёрная пешка · d6 чёрный слон · g6 чёрная пешка · b5 белый конь · d5 белая пешка · f5 чёрная пешка · b4 чёрная пешка · d4 белый конь · a3 белая пешка · h3 белая пешка · e2 белый король · f2 белая пешка · g2 белая пешка | f8 чёрный король · b7 чёрный слон · f7 чёрная пешка · h7 чёрная пешка · d6 чёрный слон · g6 чёрная пешка · b5 белый конь · d5 белая пешка · f5 чёрная пешка · b4 чёрная пешка · d4 белый конь · a3 белая пешка · h3 белая пешка · e2 белый король · f2 белая пешка · g2 белая пешка | f8 чёрный король · b7 чёрный слон · f7 чёрная пешка · h7 чёрная пешка · d6 чёрный слон · g6 чёрная пешка · b5 белый конь · d5 белая пешка · f5 чёрная пешка · b4 чёрная пешка · d4 белый конь · a3 белая пешка · h3 белая пешка · e2 белый король · f2 белая пешка · g2 белая пешка | f8 чёрный король · b7 чёрный слон · f7 чёрная пешка · h7 чёрная пешка · d6 чёрный слон · g6 чёрная пешка · b5 белый конь · d5 белая пешка · f5 чёрная пешка · b4 чёрная пешка · d4 белый конь · a3 белая пешка · h3 белая пешка · e2 белый король · f2 белая пешка · g2 белая пешка | f8 чёрный король · b7 чёрный слон · f7 чёрная пешка · h7 чёрная пешка · d6 чёрный слон · g6 чёрная пешка · b5 белый конь · d5 белая пешка · f5 чёрная пешка · b4 чёрная пешка · d4 белый конь · a3 белая пешка · h3 белая пешка · e2 белый король · f2 белая пешка · g2 белая пешка | 8 |
| 7 | f8 чёрный король · b7 чёрный слон · f7 чёрная пешка · h7 чёрная пешка · d6 чёрный слон · g6 чёрная пешка · b5 белый конь · d5 белая пешка · f5 чёрная пешка · b4 чёрная пешка · d4 белый конь · a3 белая пешка · h3 белая пешка · e2 белый король · f2 белая пешка · g2 белая пешка | f8 чёрный король · b7 чёрный слон · f7 чёрная пешка · h7 чёрная пешка · d6 чёрный слон · g6 чёрная пешка · b5 белый конь · d5 белая пешка · f5 чёрная пешка · b4 чёрная пешка · d4 белый конь · a3 белая пешка · h3 белая пешка · e2 белый король · f2 белая пешка · g2 белая пешка | f8 чёрный король · b7 чёрный слон · f7 чёрная пешка · h7 чёрная пешка · d6 чёрный слон · g6 чёрная пешка · b5 белый конь · d5 белая пешка · f5 чёрная пешка · b4 чёрная пешка · d4 белый конь · a3 белая пешка · h3 белая пешка · e2 белый король · f2 белая пешка · g2 белая пешка | f8 чёрный король · b7 чёрный слон · f7 чёрная пешка · h7 чёрная пешка · d6 чёрный слон · g6 чёрная пешка · b5 белый конь · d5 белая пешка · f5 чёрная пешка · b4 чёрная пешка · d4 белый конь · a3 белая пешка · h3 белая пешка · e2 белый король · f2 белая пешка · g2 белая пешка | f8 чёрный король · b7 чёрный слон · f7 чёрная пешка · h7 чёрная пешка · d6 чёрный слон · g6 чёрная пешка · b5 белый конь · d5 белая пешка · f5 чёрная пешка · b4 чёрная пешка · d4 белый конь · a3 белая пешка · h3 белая пешка · e2 белый король · f2 белая пешка · g2 белая пешка | f8 чёрный король · b7 чёрный слон · f7 чёрная пешка · h7 чёрная пешка · d6 чёрный слон · g6 чёрная пешка · b5 белый конь · d5 белая пешка · f5 чёрная пешка · b4 чёрная пешка · d4 белый конь · a3 белая пешка · h3 белая пешка · e2 белый король · f2 белая пешка · g2 белая пешка | f8 чёрный король · b7 чёрный слон · f7 чёрная пешка · h7 чёрная пешка · d6 чёрный слон · g6 чёрная пешка · b5 белый конь · d5 белая пешка · f5 чёрная пешка · b4 чёрная пешка · d4 белый конь · a3 белая пешка · h3 белая пешка · e2 белый король · f2 белая пешка · g2 белая пешка | f8 чёрный король · b7 чёрный слон · f7 чёрная пешка · h7 чёрная пешка · d6 чёрный слон · g6 чёрная пешка · b5 белый конь · d5 белая пешка · f5 чёрная пешка · b4 чёрная пешка · d4 белый конь · a3 белая пешка · h3 белая пешка · e2 белый король · f2 белая пешка · g2 белая пешка | 7 |
| 6 | f8 чёрный король · b7 чёрный слон · f7 чёрная пешка · h7 чёрная пешка · d6 чёрный слон · g6 чёрная пешка · b5 белый конь · d5 белая пешка · f5 чёрная пешка · b4 чёрная пешка · d4 белый конь · a3 белая пешка · h3 белая пешка · e2 белый король · f2 белая пешка · g2 белая пешка | f8 чёрный король · b7 чёрный слон · f7 чёрная пешка · h7 чёрная пешка · d6 чёрный слон · g6 чёрная пешка · b5 белый конь · d5 белая пешка · f5 чёрная пешка · b4 чёрная пешка · d4 белый конь · a3 белая пешка · h3 белая пешка · e2 белый король · f2 белая пешка · g2 белая пешка | f8 чёрный король · b7 чёрный слон · f7 чёрная пешка · h7 чёрная пешка · d6 чёрный слон · g6 чёрная пешка · b5 белый конь · d5 белая пешка · f5 чёрная пешка · b4 чёрная пешка · d4 белый конь · a3 белая пешка · h3 белая пешка · e2 белый король · f2 белая пешка · g2 белая пешка | f8 чёрный король · b7 чёрный слон · f7 чёрная пешка · h7 чёрная пешка · d6 чёрный слон · g6 чёрная пешка · b5 белый конь · d5 белая пешка · f5 чёрная пешка · b4 чёрная пешка · d4 белый конь · a3 белая пешка · h3 белая пешка · e2 белый король · f2 белая пешка · g2 белая пешка | f8 чёрный король · b7 чёрный слон · f7 чёрная пешка · h7 чёрная пешка · d6 чёрный слон · g6 чёрная пешка · b5 белый конь · d5 белая пешка · f5 чёрная пешка · b4 чёрная пешка · d4 белый конь · a3 белая пешка · h3 белая пешка · e2 белый король · f2 белая пешка · g2 белая пешка | f8 чёрный король · b7 чёрный слон · f7 чёрная пешка · h7 чёрная пешка · d6 чёрный слон · g6 чёрная пешка · b5 белый конь · d5 белая пешка · f5 чёрная пешка · b4 чёрная пешка · d4 белый конь · a3 белая пешка · h3 белая пешка · e2 белый король · f2 белая пешка · g2 белая пешка | f8 чёрный король · b7 чёрный слон · f7 чёрная пешка · h7 чёрная пешка · d6 чёрный слон · g6 чёрная пешка · b5 белый конь · d5 белая пешка · f5 чёрная пешка · b4 чёрная пешка · d4 белый конь · a3 белая пешка · h3 белая пешка · e2 белый король · f2 белая пешка · g2 белая пешка | f8 чёрный король · b7 чёрный слон · f7 чёрная пешка · h7 чёрная пешка · d6 чёрный слон · g6 чёрная пешка · b5 белый конь · d5 белая пешка · f5 чёрная пешка · b4 чёрная пешка · d4 белый конь · a3 белая пешка · h3 белая пешка · e2 белый король · f2 белая пешка · g2 белая пешка | 6 |
| 5 | f8 чёрный король · b7 чёрный слон · f7 чёрная пешка · h7 чёрная пешка · d6 чёрный слон · g6 чёрная пешка · b5 белый конь · d5 белая пешка · f5 чёрная пешка · b4 чёрная пешка · d4 белый конь · a3 белая пешка · h3 белая пешка · e2 белый король · f2 белая пешка · g2 белая пешка | f8 чёрный король · b7 чёрный слон · f7 чёрная пешка · h7 чёрная пешка · d6 чёрный слон · g6 чёрная пешка · b5 белый конь · d5 белая пешка · f5 чёрная пешка · b4 чёрная пешка · d4 белый конь · a3 белая пешка · h3 белая пешка · e2 белый король · f2 белая пешка · g2 белая пешка | f8 чёрный король · b7 чёрный слон · f7 чёрная пешка · h7 чёрная пешка · d6 чёрный слон · g6 чёрная пешка · b5 белый конь · d5 белая пешка · f5 чёрная пешка · b4 чёрная пешка · d4 белый конь · a3 белая пешка · h3 белая пешка · e2 белый король · f2 белая пешка · g2 белая пешка | f8 чёрный король · b7 чёрный слон · f7 чёрная пешка · h7 чёрная пешка · d6 чёрный слон · g6 чёрная пешка · b5 белый конь · d5 белая пешка · f5 чёрная пешка · b4 чёрная пешка · d4 белый конь · a3 белая пешка · h3 белая пешка · e2 белый король · f2 белая пешка · g2 белая пешка | f8 чёрный король · b7 чёрный слон · f7 чёрная пешка · h7 чёрная пешка · d6 чёрный слон · g6 чёрная пешка · b5 белый конь · d5 белая пешка · f5 чёрная пешка · b4 чёрная пешка · d4 белый конь · a3 белая пешка · h3 белая пешка · e2 белый король · f2 белая пешка · g2 белая пешка | f8 чёрный король · b7 чёрный слон · f7 чёрная пешка · h7 чёрная пешка · d6 чёрный слон · g6 чёрная пешка · b5 белый конь · d5 белая пешка · f5 чёрная пешка · b4 чёрная пешка · d4 белый конь · a3 белая пешка · h3 белая пешка · e2 белый король · f2 белая пешка · g2 белая пешка | f8 чёрный король · b7 чёрный слон · f7 чёрная пешка · h7 чёрная пешка · d6 чёрный слон · g6 чёрная пешка · b5 белый конь · d5 белая пешка · f5 чёрная пешка · b4 чёрная пешка · d4 белый конь · a3 белая пешка · h3 белая пешка · e2 белый король · f2 белая пешка · g2 белая пешка | f8 чёрный король · b7 чёрный слон · f7 чёрная пешка · h7 чёрная пешка · d6 чёрный слон · g6 чёрная пешка · b5 белый конь · d5 белая пешка · f5 чёрная пешка · b4 чёрная пешка · d4 белый конь · a3 белая пешка · h3 белая пешка · e2 белый король · f2 белая пешка · g2 белая пешка | 5 |
| 4 | f8 чёрный король · b7 чёрный слон · f7 чёрная пешка · h7 чёрная пешка · d6 чёрный слон · g6 чёрная пешка · b5 белый конь · d5 белая пешка · f5 чёрная пешка · b4 чёрная пешка · d4 белый конь · a3 белая пешка · h3 белая пешка · e2 белый король · f2 белая пешка · g2 белая пешка | f8 чёрный король · b7 чёрный слон · f7 чёрная пешка · h7 чёрная пешка · d6 чёрный слон · g6 чёрная пешка · b5 белый конь · d5 белая пешка · f5 чёрная пешка · b4 чёрная пешка · d4 белый конь · a3 белая пешка · h3 белая пешка · e2 белый король · f2 белая пешка · g2 белая пешка | f8 чёрный король · b7 чёрный слон · f7 чёрная пешка · h7 чёрная пешка · d6 чёрный слон · g6 чёрная пешка · b5 белый конь · d5 белая пешка · f5 чёрная пешка · b4 чёрная пешка · d4 белый конь · a3 белая пешка · h3 белая пешка · e2 белый король · f2 белая пешка · g2 белая пешка | f8 чёрный король · b7 чёрный слон · f7 чёрная пешка · h7 чёрная пешка · d6 чёрный слон · g6 чёрная пешка · b5 белый конь · d5 белая пешка · f5 чёрная пешка · b4 чёрная пешка · d4 белый конь · a3 белая пешка · h3 белая пешка · e2 белый король · f2 белая пешка · g2 белая пешка | f8 чёрный король · b7 чёрный слон · f7 чёрная пешка · h7 чёрная пешка · d6 чёрный слон · g6 чёрная пешка · b5 белый конь · d5 белая пешка · f5 чёрная пешка · b4 чёрная пешка · d4 белый конь · a3 белая пешка · h3 белая пешка · e2 белый король · f2 белая пешка · g2 белая пешка | f8 чёрный король · b7 чёрный слон · f7 чёрная пешка · h7 чёрная пешка · d6 чёрный слон · g6 чёрная пешка · b5 белый конь · d5 белая пешка · f5 чёрная пешка · b4 чёрная пешка · d4 белый конь · a3 белая пешка · h3 белая пешка · e2 белый король · f2 белая пешка · g2 белая пешка | f8 чёрный король · b7 чёрный слон · f7 чёрная пешка · h7 чёрная пешка · d6 чёрный слон · g6 чёрная пешка · b5 белый конь · d5 белая пешка · f5 чёрная пешка · b4 чёрная пешка · d4 белый конь · a3 белая пешка · h3 белая пешка · e2 белый король · f2 белая пешка · g2 белая пешка | f8 чёрный король · b7 чёрный слон · f7 чёрная пешка · h7 чёрная пешка · d6 чёрный слон · g6 чёрная пешка · b5 белый конь · d5 белая пешка · f5 чёрная пешка · b4 чёрная пешка · d4 белый конь · a3 белая пешка · h3 белая пешка · e2 белый король · f2 белая пешка · g2 белая пешка | 4 |
| 3 | f8 чёрный король · b7 чёрный слон · f7 чёрная пешка · h7 чёрная пешка · d6 чёрный слон · g6 чёрная пешка · b5 белый конь · d5 белая пешка · f5 чёрная пешка · b4 чёрная пешка · d4 белый конь · a3 белая пешка · h3 белая пешка · e2 белый король · f2 белая пешка · g2 белая пешка | f8 чёрный король · b7 чёрный слон · f7 чёрная пешка · h7 чёрная пешка · d6 чёрный слон · g6 чёрная пешка · b5 белый конь · d5 белая пешка · f5 чёрная пешка · b4 чёрная пешка · d4 белый конь · a3 белая пешка · h3 белая пешка · e2 белый король · f2 белая пешка · g2 белая пешка | f8 чёрный король · b7 чёрный слон · f7 чёрная пешка · h7 чёрная пешка · d6 чёрный слон · g6 чёрная пешка · b5 белый конь · d5 белая пешка · f5 чёрная пешка · b4 чёрная пешка · d4 белый конь · a3 белая пешка · h3 белая пешка · e2 белый король · f2 белая пешка · g2 белая пешка | f8 чёрный король · b7 чёрный слон · f7 чёрная пешка · h7 чёрная пешка · d6 чёрный слон · g6 чёрная пешка · b5 белый конь · d5 белая пешка · f5 чёрная пешка · b4 чёрная пешка · d4 белый конь · a3 белая пешка · h3 белая пешка · e2 белый король · f2 белая пешка · g2 белая пешка | f8 чёрный король · b7 чёрный слон · f7 чёрная пешка · h7 чёрная пешка · d6 чёрный слон · g6 чёрная пешка · b5 белый конь · d5 белая пешка · f5 чёрная пешка · b4 чёрная пешка · d4 белый конь · a3 белая пешка · h3 белая пешка · e2 белый король · f2 белая пешка · g2 белая пешка | f8 чёрный король · b7 чёрный слон · f7 чёрная пешка · h7 чёрная пешка · d6 чёрный слон · g6 чёрная пешка · b5 белый конь · d5 белая пешка · f5 чёрная пешка · b4 чёрная пешка · d4 белый конь · a3 белая пешка · h3 белая пешка · e2 белый король · f2 белая пешка · g2 белая пешка | f8 чёрный король · b7 чёрный слон · f7 чёрная пешка · h7 чёрная пешка · d6 чёрный слон · g6 чёрная пешка · b5 белый конь · d5 белая пешка · f5 чёрная пешка · b4 чёрная пешка · d4 белый конь · a3 белая пешка · h3 белая пешка · e2 белый король · f2 белая пешка · g2 белая пешка | f8 чёрный король · b7 чёрный слон · f7 чёрная пешка · h7 чёрная пешка · d6 чёрный слон · g6 чёрная пешка · b5 белый конь · d5 белая пешка · f5 чёрная пешка · b4 чёрная пешка · d4 белый конь · a3 белая пешка · h3 белая пешка · e2 белый король · f2 белая пешка · g2 белая пешка | 3 |
| 2 | f8 чёрный король · b7 чёрный слон · f7 чёрная пешка · h7 чёрная пешка · d6 чёрный слон · g6 чёрная пешка · b5 белый конь · d5 белая пешка · f5 чёрная пешка · b4 чёрная пешка · d4 белый конь · a3 белая пешка · h3 белая пешка · e2 белый король · f2 белая пешка · g2 белая пешка | f8 чёрный король · b7 чёрный слон · f7 чёрная пешка · h7 чёрная пешка · d6 чёрный слон · g6 чёрная пешка · b5 белый конь · d5 белая пешка · f5 чёрная пешка · b4 чёрная пешка · d4 белый конь · a3 белая пешка · h3 белая пешка · e2 белый король · f2 белая пешка · g2 белая пешка | f8 чёрный король · b7 чёрный слон · f7 чёрная пешка · h7 чёрная пешка · d6 чёрный слон · g6 чёрная пешка · b5 белый конь · d5 белая пешка · f5 чёрная пешка · b4 чёрная пешка · d4 белый конь · a3 белая пешка · h3 белая пешка · e2 белый король · f2 белая пешка · g2 белая пешка | f8 чёрный король · b7 чёрный слон · f7 чёрная пешка · h7 чёрная пешка · d6 чёрный слон · g6 чёрная пешка · b5 белый конь · d5 белая пешка · f5 чёрная пешка · b4 чёрная пешка · d4 белый конь · a3 белая пешка · h3 белая пешка · e2 белый король · f2 белая пешка · g2 белая пешка | f8 чёрный король · b7 чёрный слон · f7 чёрная пешка · h7 чёрная пешка · d6 чёрный слон · g6 чёрная пешка · b5 белый конь · d5 белая пешка · f5 чёрная пешка · b4 чёрная пешка · d4 белый конь · a3 белая пешка · h3 белая пешка · e2 белый король · f2 белая пешка · g2 белая пешка | f8 чёрный король · b7 чёрный слон · f7 чёрная пешка · h7 чёрная пешка · d6 чёрный слон · g6 чёрная пешка · b5 белый конь · d5 белая пешка · f5 чёрная пешка · b4 чёрная пешка · d4 белый конь · a3 белая пешка · h3 белая пешка · e2 белый король · f2 белая пешка · g2 белая пешка | f8 чёрный король · b7 чёрный слон · f7 чёрная пешка · h7 чёрная пешка · d6 чёрный слон · g6 чёрная пешка · b5 белый конь · d5 белая пешка · f5 чёрная пешка · b4 чёрная пешка · d4 белый конь · a3 белая пешка · h3 белая пешка · e2 белый король · f2 белая пешка · g2 белая пешка | f8 чёрный король · b7 чёрный слон · f7 чёрная пешка · h7 чёрная пешка · d6 чёрный слон · g6 чёрная пешка · b5 белый конь · d5 белая пешка · f5 чёрная пешка · b4 чёрная пешка · d4 белый конь · a3 белая пешка · h3 белая пешка · e2 белый король · f2 белая пешка · g2 белая пешка | 2 |
| 1 | f8 чёрный король · b7 чёрный слон · f7 чёрная пешка · h7 чёрная пешка · d6 чёрный слон · g6 чёрная пешка · b5 белый конь · d5 белая пешка · f5 чёрная пешка · b4 чёрная пешка · d4 белый конь · a3 белая пешка · h3 белая пешка · e2 белый король · f2 белая пешка · g2 белая пешка | f8 чёрный король · b7 чёрный слон · f7 чёрная пешка · h7 чёрная пешка · d6 чёрный слон · g6 чёрная пешка · b5 белый конь · d5 белая пешка · f5 чёрная пешка · b4 чёрная пешка · d4 белый конь · a3 белая пешка · h3 белая пешка · e2 белый король · f2 белая пешка · g2 белая пешка | f8 чёрный король · b7 чёрный слон · f7 чёрная пешка · h7 чёрная пешка · d6 чёрный слон · g6 чёрная пешка · b5 белый конь · d5 белая пешка · f5 чёрная пешка · b4 чёрная пешка · d4 белый конь · a3 белая пешка · h3 белая пешка · e2 белый король · f2 белая пешка · g2 белая пешка | f8 чёрный король · b7 чёрный слон · f7 чёрная пешка · h7 чёрная пешка · d6 чёрный слон · g6 чёрная пешка · b5 белый конь · d5 белая пешка · f5 чёрная пешка · b4 чёрная пешка · d4 белый конь · a3 белая пешка · h3 белая пешка · e2 белый король · f2 белая пешка · g2 белая пешка | f8 чёрный король · b7 чёрный слон · f7 чёрная пешка · h7 чёрная пешка · d6 чёрный слон · g6 чёрная пешка · b5 белый конь · d5 белая пешка · f5 чёрная пешка · b4 чёрная пешка · d4 белый конь · a3 белая пешка · h3 белая пешка · e2 белый король · f2 белая пешка · g2 белая пешка | f8 чёрный король · b7 чёрный слон · f7 чёрная пешка · h7 чёрная пешка · d6 чёрный слон · g6 чёрная пешка · b5 белый конь · d5 белая пешка · f5 чёрная пешка · b4 чёрная пешка · d4 белый конь · a3 белая пешка · h3 белая пешка · e2 белый король · f2 белая пешка · g2 белая пешка | f8 чёрный король · b7 чёрный слон · f7 чёрная пешка · h7 чёрная пешка · d6 чёрный слон · g6 чёрная пешка · b5 белый конь · d5 белая пешка · f5 чёрная пешка · b4 чёрная пешка · d4 белый конь · a3 белая пешка · h3 белая пешка · e2 белый король · f2 белая пешка · g2 белая пешка | f8 чёрный король · b7 чёрный слон · f7 чёрная пешка · h7 чёрная пешка · d6 чёрный слон · g6 чёрная пешка · b5 белый конь · d5 белая пешка · f5 чёрная пешка · b4 чёрная пешка · d4 белый конь · a3 белая пешка · h3 белая пешка · e2 белый король · f2 белая пешка · g2 белая пешка | 1 |
|   | a | b | c | d | e | f | g | h |   |

В рамках визита в СССР чехословацкий мастер выступил на радио и провёл по одному сеансу одновременной игры в Москве и Ленинграде — против 50 шахматистов каждый. В Москве 6 декабря он после почти 10-часовой игры достиг результата +16 −12 =22, а в Ленинграде 17 декабря уступил: +11 −20 +19, сеанс длился почти 11 часов. Флора поразила подготовка местных шахматистов: «Если бы месяц назад мне сказали, что я могу в сеансе проиграть 20 партий из 50, я бы принял это за неудачную шутку. Средний уровень шахматистов здесь значительно выше, чем в любом государстве Европы… Не менее тридцати участников сами дают сеансы одновременной игры. Ни один не совершил такой ошибки, которая хотя бы стоила ему пешки. Все они в техническом отношении были вполне зрелыми шахматистами». Действительно, среди участников сеансов были известные шахматисты: Владимир Зак, Григорий Равинский, Дмитрий Ровнер, Алексей Сокольский, Александр Толуш, Александр Чистяков, братья Борис и Владимир Юрьевы и многие другие.
Среди культурных мероприятий для участников матча были посещение балета, оперы «Аида» и ленинградского завода № 212 («Электроприбор»), который подарил шахматистам по вольтметру. Директором завода в те годы работал Борис Юрьев, член сборной Ленинграда по шахматам. По дороге в театр на балет Саломон Флор познакомился со своей будущей женой — актрисой Раисой.

### Партии 1-6 (Москва)
|   | a | b | c | d | e | f | g | h |   |
| - | --- | --- | --- | --- | --- | --- | --- | --- | - |
| 8 | e8 чёрный конь · b7 чёрная пешка · d7 чёрный конь · e7 чёрный король · f7 чёрная пешка · g7 чёрная пешка · h7 чёрная пешка · a6 чёрная пешка · d6 чёрная пешка · a5 белая пешка · d5 белая пешка · e5 чёрная пешка · b4 белая пешка · e4 белая пешка · h4 белая пешка · e3 белый король · f3 белая пешка · g3 белая пешка · h3 белый слон · b2 белый слон | e8 чёрный конь · b7 чёрная пешка · d7 чёрный конь · e7 чёрный король · f7 чёрная пешка · g7 чёрная пешка · h7 чёрная пешка · a6 чёрная пешка · d6 чёрная пешка · a5 белая пешка · d5 белая пешка · e5 чёрная пешка · b4 белая пешка · e4 белая пешка · h4 белая пешка · e3 белый король · f3 белая пешка · g3 белая пешка · h3 белый слон · b2 белый слон | e8 чёрный конь · b7 чёрная пешка · d7 чёрный конь · e7 чёрный король · f7 чёрная пешка · g7 чёрная пешка · h7 чёрная пешка · a6 чёрная пешка · d6 чёрная пешка · a5 белая пешка · d5 белая пешка · e5 чёрная пешка · b4 белая пешка · e4 белая пешка · h4 белая пешка · e3 белый король · f3 белая пешка · g3 белая пешка · h3 белый слон · b2 белый слон | e8 чёрный конь · b7 чёрная пешка · d7 чёрный конь · e7 чёрный король · f7 чёрная пешка · g7 чёрная пешка · h7 чёрная пешка · a6 чёрная пешка · d6 чёрная пешка · a5 белая пешка · d5 белая пешка · e5 чёрная пешка · b4 белая пешка · e4 белая пешка · h4 белая пешка · e3 белый король · f3 белая пешка · g3 белая пешка · h3 белый слон · b2 белый слон | e8 чёрный конь · b7 чёрная пешка · d7 чёрный конь · e7 чёрный король · f7 чёрная пешка · g7 чёрная пешка · h7 чёрная пешка · a6 чёрная пешка · d6 чёрная пешка · a5 белая пешка · d5 белая пешка · e5 чёрная пешка · b4 белая пешка · e4 белая пешка · h4 белая пешка · e3 белый король · f3 белая пешка · g3 белая пешка · h3 белый слон · b2 белый слон | e8 чёрный конь · b7 чёрная пешка · d7 чёрный конь · e7 чёрный король · f7 чёрная пешка · g7 чёрная пешка · h7 чёрная пешка · a6 чёрная пешка · d6 чёрная пешка · a5 белая пешка · d5 белая пешка · e5 чёрная пешка · b4 белая пешка · e4 белая пешка · h4 белая пешка · e3 белый король · f3 белая пешка · g3 белая пешка · h3 белый слон · b2 белый слон | e8 чёрный конь · b7 чёрная пешка · d7 чёрный конь · e7 чёрный король · f7 чёрная пешка · g7 чёрная пешка · h7 чёрная пешка · a6 чёрная пешка · d6 чёрная пешка · a5 белая пешка · d5 белая пешка · e5 чёрная пешка · b4 белая пешка · e4 белая пешка · h4 белая пешка · e3 белый король · f3 белая пешка · g3 белая пешка · h3 белый слон · b2 белый слон | e8 чёрный конь · b7 чёрная пешка · d7 чёрный конь · e7 чёрный король · f7 чёрная пешка · g7 чёрная пешка · h7 чёрная пешка · a6 чёрная пешка · d6 чёрная пешка · a5 белая пешка · d5 белая пешка · e5 чёрная пешка · b4 белая пешка · e4 белая пешка · h4 белая пешка · e3 белый король · f3 белая пешка · g3 белая пешка · h3 белый слон · b2 белый слон | 8 |
| 7 | e8 чёрный конь · b7 чёрная пешка · d7 чёрный конь · e7 чёрный король · f7 чёрная пешка · g7 чёрная пешка · h7 чёрная пешка · a6 чёрная пешка · d6 чёрная пешка · a5 белая пешка · d5 белая пешка · e5 чёрная пешка · b4 белая пешка · e4 белая пешка · h4 белая пешка · e3 белый король · f3 белая пешка · g3 белая пешка · h3 белый слон · b2 белый слон | e8 чёрный конь · b7 чёрная пешка · d7 чёрный конь · e7 чёрный король · f7 чёрная пешка · g7 чёрная пешка · h7 чёрная пешка · a6 чёрная пешка · d6 чёрная пешка · a5 белая пешка · d5 белая пешка · e5 чёрная пешка · b4 белая пешка · e4 белая пешка · h4 белая пешка · e3 белый король · f3 белая пешка · g3 белая пешка · h3 белый слон · b2 белый слон | e8 чёрный конь · b7 чёрная пешка · d7 чёрный конь · e7 чёрный король · f7 чёрная пешка · g7 чёрная пешка · h7 чёрная пешка · a6 чёрная пешка · d6 чёрная пешка · a5 белая пешка · d5 белая пешка · e5 чёрная пешка · b4 белая пешка · e4 белая пешка · h4 белая пешка · e3 белый король · f3 белая пешка · g3 белая пешка · h3 белый слон · b2 белый слон | e8 чёрный конь · b7 чёрная пешка · d7 чёрный конь · e7 чёрный король · f7 чёрная пешка · g7 чёрная пешка · h7 чёрная пешка · a6 чёрная пешка · d6 чёрная пешка · a5 белая пешка · d5 белая пешка · e5 чёрная пешка · b4 белая пешка · e4 белая пешка · h4 белая пешка · e3 белый король · f3 белая пешка · g3 белая пешка · h3 белый слон · b2 белый слон | e8 чёрный конь · b7 чёрная пешка · d7 чёрный конь · e7 чёрный король · f7 чёрная пешка · g7 чёрная пешка · h7 чёрная пешка · a6 чёрная пешка · d6 чёрная пешка · a5 белая пешка · d5 белая пешка · e5 чёрная пешка · b4 белая пешка · e4 белая пешка · h4 белая пешка · e3 белый король · f3 белая пешка · g3 белая пешка · h3 белый слон · b2 белый слон | e8 чёрный конь · b7 чёрная пешка · d7 чёрный конь · e7 чёрный король · f7 чёрная пешка · g7 чёрная пешка · h7 чёрная пешка · a6 чёрная пешка · d6 чёрная пешка · a5 белая пешка · d5 белая пешка · e5 чёрная пешка · b4 белая пешка · e4 белая пешка · h4 белая пешка · e3 белый король · f3 белая пешка · g3 белая пешка · h3 белый слон · b2 белый слон | e8 чёрный конь · b7 чёрная пешка · d7 чёрный конь · e7 чёрный король · f7 чёрная пешка · g7 чёрная пешка · h7 чёрная пешка · a6 чёрная пешка · d6 чёрная пешка · a5 белая пешка · d5 белая пешка · e5 чёрная пешка · b4 белая пешка · e4 белая пешка · h4 белая пешка · e3 белый король · f3 белая пешка · g3 белая пешка · h3 белый слон · b2 белый слон | e8 чёрный конь · b7 чёрная пешка · d7 чёрный конь · e7 чёрный король · f7 чёрная пешка · g7 чёрная пешка · h7 чёрная пешка · a6 чёрная пешка · d6 чёрная пешка · a5 белая пешка · d5 белая пешка · e5 чёрная пешка · b4 белая пешка · e4 белая пешка · h4 белая пешка · e3 белый король · f3 белая пешка · g3 белая пешка · h3 белый слон · b2 белый слон | 7 |
| 6 | e8 чёрный конь · b7 чёрная пешка · d7 чёрный конь · e7 чёрный король · f7 чёрная пешка · g7 чёрная пешка · h7 чёрная пешка · a6 чёрная пешка · d6 чёрная пешка · a5 белая пешка · d5 белая пешка · e5 чёрная пешка · b4 белая пешка · e4 белая пешка · h4 белая пешка · e3 белый король · f3 белая пешка · g3 белая пешка · h3 белый слон · b2 белый слон | e8 чёрный конь · b7 чёрная пешка · d7 чёрный конь · e7 чёрный король · f7 чёрная пешка · g7 чёрная пешка · h7 чёрная пешка · a6 чёрная пешка · d6 чёрная пешка · a5 белая пешка · d5 белая пешка · e5 чёрная пешка · b4 белая пешка · e4 белая пешка · h4 белая пешка · e3 белый король · f3 белая пешка · g3 белая пешка · h3 белый слон · b2 белый слон | e8 чёрный конь · b7 чёрная пешка · d7 чёрный конь · e7 чёрный король · f7 чёрная пешка · g7 чёрная пешка · h7 чёрная пешка · a6 чёрная пешка · d6 чёрная пешка · a5 белая пешка · d5 белая пешка · e5 чёрная пешка · b4 белая пешка · e4 белая пешка · h4 белая пешка · e3 белый король · f3 белая пешка · g3 белая пешка · h3 белый слон · b2 белый слон | e8 чёрный конь · b7 чёрная пешка · d7 чёрный конь · e7 чёрный король · f7 чёрная пешка · g7 чёрная пешка · h7 чёрная пешка · a6 чёрная пешка · d6 чёрная пешка · a5 белая пешка · d5 белая пешка · e5 чёрная пешка · b4 белая пешка · e4 белая пешка · h4 белая пешка · e3 белый король · f3 белая пешка · g3 белая пешка · h3 белый слон · b2 белый слон | e8 чёрный конь · b7 чёрная пешка · d7 чёрный конь · e7 чёрный король · f7 чёрная пешка · g7 чёрная пешка · h7 чёрная пешка · a6 чёрная пешка · d6 чёрная пешка · a5 белая пешка · d5 белая пешка · e5 чёрная пешка · b4 белая пешка · e4 белая пешка · h4 белая пешка · e3 белый король · f3 белая пешка · g3 белая пешка · h3 белый слон · b2 белый слон | e8 чёрный конь · b7 чёрная пешка · d7 чёрный конь · e7 чёрный король · f7 чёрная пешка · g7 чёрная пешка · h7 чёрная пешка · a6 чёрная пешка · d6 чёрная пешка · a5 белая пешка · d5 белая пешка · e5 чёрная пешка · b4 белая пешка · e4 белая пешка · h4 белая пешка · e3 белый король · f3 белая пешка · g3 белая пешка · h3 белый слон · b2 белый слон | e8 чёрный конь · b7 чёрная пешка · d7 чёрный конь · e7 чёрный король · f7 чёрная пешка · g7 чёрная пешка · h7 чёрная пешка · a6 чёрная пешка · d6 чёрная пешка · a5 белая пешка · d5 белая пешка · e5 чёрная пешка · b4 белая пешка · e4 белая пешка · h4 белая пешка · e3 белый король · f3 белая пешка · g3 белая пешка · h3 белый слон · b2 белый слон | e8 чёрный конь · b7 чёрная пешка · d7 чёрный конь · e7 чёрный король · f7 чёрная пешка · g7 чёрная пешка · h7 чёрная пешка · a6 чёрная пешка · d6 чёрная пешка · a5 белая пешка · d5 белая пешка · e5 чёрная пешка · b4 белая пешка · e4 белая пешка · h4 белая пешка · e3 белый король · f3 белая пешка · g3 белая пешка · h3 белый слон · b2 белый слон | 6 |
| 5 | e8 чёрный конь · b7 чёрная пешка · d7 чёрный конь · e7 чёрный король · f7 чёрная пешка · g7 чёрная пешка · h7 чёрная пешка · a6 чёрная пешка · d6 чёрная пешка · a5 белая пешка · d5 белая пешка · e5 чёрная пешка · b4 белая пешка · e4 белая пешка · h4 белая пешка · e3 белый король · f3 белая пешка · g3 белая пешка · h3 белый слон · b2 белый слон | e8 чёрный конь · b7 чёрная пешка · d7 чёрный конь · e7 чёрный король · f7 чёрная пешка · g7 чёрная пешка · h7 чёрная пешка · a6 чёрная пешка · d6 чёрная пешка · a5 белая пешка · d5 белая пешка · e5 чёрная пешка · b4 белая пешка · e4 белая пешка · h4 белая пешка · e3 белый король · f3 белая пешка · g3 белая пешка · h3 белый слон · b2 белый слон | e8 чёрный конь · b7 чёрная пешка · d7 чёрный конь · e7 чёрный король · f7 чёрная пешка · g7 чёрная пешка · h7 чёрная пешка · a6 чёрная пешка · d6 чёрная пешка · a5 белая пешка · d5 белая пешка · e5 чёрная пешка · b4 белая пешка · e4 белая пешка · h4 белая пешка · e3 белый король · f3 белая пешка · g3 белая пешка · h3 белый слон · b2 белый слон | e8 чёрный конь · b7 чёрная пешка · d7 чёрный конь · e7 чёрный король · f7 чёрная пешка · g7 чёрная пешка · h7 чёрная пешка · a6 чёрная пешка · d6 чёрная пешка · a5 белая пешка · d5 белая пешка · e5 чёрная пешка · b4 белая пешка · e4 белая пешка · h4 белая пешка · e3 белый король · f3 белая пешка · g3 белая пешка · h3 белый слон · b2 белый слон | e8 чёрный конь · b7 чёрная пешка · d7 чёрный конь · e7 чёрный король · f7 чёрная пешка · g7 чёрная пешка · h7 чёрная пешка · a6 чёрная пешка · d6 чёрная пешка · a5 белая пешка · d5 белая пешка · e5 чёрная пешка · b4 белая пешка · e4 белая пешка · h4 белая пешка · e3 белый король · f3 белая пешка · g3 белая пешка · h3 белый слон · b2 белый слон | e8 чёрный конь · b7 чёрная пешка · d7 чёрный конь · e7 чёрный король · f7 чёрная пешка · g7 чёрная пешка · h7 чёрная пешка · a6 чёрная пешка · d6 чёрная пешка · a5 белая пешка · d5 белая пешка · e5 чёрная пешка · b4 белая пешка · e4 белая пешка · h4 белая пешка · e3 белый король · f3 белая пешка · g3 белая пешка · h3 белый слон · b2 белый слон | e8 чёрный конь · b7 чёрная пешка · d7 чёрный конь · e7 чёрный король · f7 чёрная пешка · g7 чёрная пешка · h7 чёрная пешка · a6 чёрная пешка · d6 чёрная пешка · a5 белая пешка · d5 белая пешка · e5 чёрная пешка · b4 белая пешка · e4 белая пешка · h4 белая пешка · e3 белый король · f3 белая пешка · g3 белая пешка · h3 белый слон · b2 белый слон | e8 чёрный конь · b7 чёрная пешка · d7 чёрный конь · e7 чёрный король · f7 чёрная пешка · g7 чёрная пешка · h7 чёрная пешка · a6 чёрная пешка · d6 чёрная пешка · a5 белая пешка · d5 белая пешка · e5 чёрная пешка · b4 белая пешка · e4 белая пешка · h4 белая пешка · e3 белый король · f3 белая пешка · g3 белая пешка · h3 белый слон · b2 белый слон | 5 |
| 4 | e8 чёрный конь · b7 чёрная пешка · d7 чёрный конь · e7 чёрный король · f7 чёрная пешка · g7 чёрная пешка · h7 чёрная пешка · a6 чёрная пешка · d6 чёрная пешка · a5 белая пешка · d5 белая пешка · e5 чёрная пешка · b4 белая пешка · e4 белая пешка · h4 белая пешка · e3 белый король · f3 белая пешка · g3 белая пешка · h3 белый слон · b2 белый слон | e8 чёрный конь · b7 чёрная пешка · d7 чёрный конь · e7 чёрный король · f7 чёрная пешка · g7 чёрная пешка · h7 чёрная пешка · a6 чёрная пешка · d6 чёрная пешка · a5 белая пешка · d5 белая пешка · e5 чёрная пешка · b4 белая пешка · e4 белая пешка · h4 белая пешка · e3 белый король · f3 белая пешка · g3 белая пешка · h3 белый слон · b2 белый слон | e8 чёрный конь · b7 чёрная пешка · d7 чёрный конь · e7 чёрный король · f7 чёрная пешка · g7 чёрная пешка · h7 чёрная пешка · a6 чёрная пешка · d6 чёрная пешка · a5 белая пешка · d5 белая пешка · e5 чёрная пешка · b4 белая пешка · e4 белая пешка · h4 белая пешка · e3 белый король · f3 белая пешка · g3 белая пешка · h3 белый слон · b2 белый слон | e8 чёрный конь · b7 чёрная пешка · d7 чёрный конь · e7 чёрный король · f7 чёрная пешка · g7 чёрная пешка · h7 чёрная пешка · a6 чёрная пешка · d6 чёрная пешка · a5 белая пешка · d5 белая пешка · e5 чёрная пешка · b4 белая пешка · e4 белая пешка · h4 белая пешка · e3 белый король · f3 белая пешка · g3 белая пешка · h3 белый слон · b2 белый слон | e8 чёрный конь · b7 чёрная пешка · d7 чёрный конь · e7 чёрный король · f7 чёрная пешка · g7 чёрная пешка · h7 чёрная пешка · a6 чёрная пешка · d6 чёрная пешка · a5 белая пешка · d5 белая пешка · e5 чёрная пешка · b4 белая пешка · e4 белая пешка · h4 белая пешка · e3 белый король · f3 белая пешка · g3 белая пешка · h3 белый слон · b2 белый слон | e8 чёрный конь · b7 чёрная пешка · d7 чёрный конь · e7 чёрный король · f7 чёрная пешка · g7 чёрная пешка · h7 чёрная пешка · a6 чёрная пешка · d6 чёрная пешка · a5 белая пешка · d5 белая пешка · e5 чёрная пешка · b4 белая пешка · e4 белая пешка · h4 белая пешка · e3 белый король · f3 белая пешка · g3 белая пешка · h3 белый слон · b2 белый слон | e8 чёрный конь · b7 чёрная пешка · d7 чёрный конь · e7 чёрный король · f7 чёрная пешка · g7 чёрная пешка · h7 чёрная пешка · a6 чёрная пешка · d6 чёрная пешка · a5 белая пешка · d5 белая пешка · e5 чёрная пешка · b4 белая пешка · e4 белая пешка · h4 белая пешка · e3 белый король · f3 белая пешка · g3 белая пешка · h3 белый слон · b2 белый слон | e8 чёрный конь · b7 чёрная пешка · d7 чёрный конь · e7 чёрный король · f7 чёрная пешка · g7 чёрная пешка · h7 чёрная пешка · a6 чёрная пешка · d6 чёрная пешка · a5 белая пешка · d5 белая пешка · e5 чёрная пешка · b4 белая пешка · e4 белая пешка · h4 белая пешка · e3 белый король · f3 белая пешка · g3 белая пешка · h3 белый слон · b2 белый слон | 4 |
| 3 | e8 чёрный конь · b7 чёрная пешка · d7 чёрный конь · e7 чёрный король · f7 чёрная пешка · g7 чёрная пешка · h7 чёрная пешка · a6 чёрная пешка · d6 чёрная пешка · a5 белая пешка · d5 белая пешка · e5 чёрная пешка · b4 белая пешка · e4 белая пешка · h4 белая пешка · e3 белый король · f3 белая пешка · g3 белая пешка · h3 белый слон · b2 белый слон | e8 чёрный конь · b7 чёрная пешка · d7 чёрный конь · e7 чёрный король · f7 чёрная пешка · g7 чёрная пешка · h7 чёрная пешка · a6 чёрная пешка · d6 чёрная пешка · a5 белая пешка · d5 белая пешка · e5 чёрная пешка · b4 белая пешка · e4 белая пешка · h4 белая пешка · e3 белый король · f3 белая пешка · g3 белая пешка · h3 белый слон · b2 белый слон | e8 чёрный конь · b7 чёрная пешка · d7 чёрный конь · e7 чёрный король · f7 чёрная пешка · g7 чёрная пешка · h7 чёрная пешка · a6 чёрная пешка · d6 чёрная пешка · a5 белая пешка · d5 белая пешка · e5 чёрная пешка · b4 белая пешка · e4 белая пешка · h4 белая пешка · e3 белый король · f3 белая пешка · g3 белая пешка · h3 белый слон · b2 белый слон | e8 чёрный конь · b7 чёрная пешка · d7 чёрный конь · e7 чёрный король · f7 чёрная пешка · g7 чёрная пешка · h7 чёрная пешка · a6 чёрная пешка · d6 чёрная пешка · a5 белая пешка · d5 белая пешка · e5 чёрная пешка · b4 белая пешка · e4 белая пешка · h4 белая пешка · e3 белый король · f3 белая пешка · g3 белая пешка · h3 белый слон · b2 белый слон | e8 чёрный конь · b7 чёрная пешка · d7 чёрный конь · e7 чёрный король · f7 чёрная пешка · g7 чёрная пешка · h7 чёрная пешка · a6 чёрная пешка · d6 чёрная пешка · a5 белая пешка · d5 белая пешка · e5 чёрная пешка · b4 белая пешка · e4 белая пешка · h4 белая пешка · e3 белый король · f3 белая пешка · g3 белая пешка · h3 белый слон · b2 белый слон | e8 чёрный конь · b7 чёрная пешка · d7 чёрный конь · e7 чёрный король · f7 чёрная пешка · g7 чёрная пешка · h7 чёрная пешка · a6 чёрная пешка · d6 чёрная пешка · a5 белая пешка · d5 белая пешка · e5 чёрная пешка · b4 белая пешка · e4 белая пешка · h4 белая пешка · e3 белый король · f3 белая пешка · g3 белая пешка · h3 белый слон · b2 белый слон | e8 чёрный конь · b7 чёрная пешка · d7 чёрный конь · e7 чёрный король · f7 чёрная пешка · g7 чёрная пешка · h7 чёрная пешка · a6 чёрная пешка · d6 чёрная пешка · a5 белая пешка · d5 белая пешка · e5 чёрная пешка · b4 белая пешка · e4 белая пешка · h4 белая пешка · e3 белый король · f3 белая пешка · g3 белая пешка · h3 белый слон · b2 белый слон | e8 чёрный конь · b7 чёрная пешка · d7 чёрный конь · e7 чёрный король · f7 чёрная пешка · g7 чёрная пешка · h7 чёрная пешка · a6 чёрная пешка · d6 чёрная пешка · a5 белая пешка · d5 белая пешка · e5 чёрная пешка · b4 белая пешка · e4 белая пешка · h4 белая пешка · e3 белый король · f3 белая пешка · g3 белая пешка · h3 белый слон · b2 белый слон | 3 |
| 2 | e8 чёрный конь · b7 чёрная пешка · d7 чёрный конь · e7 чёрный король · f7 чёрная пешка · g7 чёрная пешка · h7 чёрная пешка · a6 чёрная пешка · d6 чёрная пешка · a5 белая пешка · d5 белая пешка · e5 чёрная пешка · b4 белая пешка · e4 белая пешка · h4 белая пешка · e3 белый король · f3 белая пешка · g3 белая пешка · h3 белый слон · b2 белый слон | e8 чёрный конь · b7 чёрная пешка · d7 чёрный конь · e7 чёрный король · f7 чёрная пешка · g7 чёрная пешка · h7 чёрная пешка · a6 чёрная пешка · d6 чёрная пешка · a5 белая пешка · d5 белая пешка · e5 чёрная пешка · b4 белая пешка · e4 белая пешка · h4 белая пешка · e3 белый король · f3 белая пешка · g3 белая пешка · h3 белый слон · b2 белый слон | e8 чёрный конь · b7 чёрная пешка · d7 чёрный конь · e7 чёрный король · f7 чёрная пешка · g7 чёрная пешка · h7 чёрная пешка · a6 чёрная пешка · d6 чёрная пешка · a5 белая пешка · d5 белая пешка · e5 чёрная пешка · b4 белая пешка · e4 белая пешка · h4 белая пешка · e3 белый король · f3 белая пешка · g3 белая пешка · h3 белый слон · b2 белый слон | e8 чёрный конь · b7 чёрная пешка · d7 чёрный конь · e7 чёрный король · f7 чёрная пешка · g7 чёрная пешка · h7 чёрная пешка · a6 чёрная пешка · d6 чёрная пешка · a5 белая пешка · d5 белая пешка · e5 чёрная пешка · b4 белая пешка · e4 белая пешка · h4 белая пешка · e3 белый король · f3 белая пешка · g3 белая пешка · h3 белый слон · b2 белый слон | e8 чёрный конь · b7 чёрная пешка · d7 чёрный конь · e7 чёрный король · f7 чёрная пешка · g7 чёрная пешка · h7 чёрная пешка · a6 чёрная пешка · d6 чёрная пешка · a5 белая пешка · d5 белая пешка · e5 чёрная пешка · b4 белая пешка · e4 белая пешка · h4 белая пешка · e3 белый король · f3 белая пешка · g3 белая пешка · h3 белый слон · b2 белый слон | e8 чёрный конь · b7 чёрная пешка · d7 чёрный конь · e7 чёрный король · f7 чёрная пешка · g7 чёрная пешка · h7 чёрная пешка · a6 чёрная пешка · d6 чёрная пешка · a5 белая пешка · d5 белая пешка · e5 чёрная пешка · b4 белая пешка · e4 белая пешка · h4 белая пешка · e3 белый король · f3 белая пешка · g3 белая пешка · h3 белый слон · b2 белый слон | e8 чёрный конь · b7 чёрная пешка · d7 чёрный конь · e7 чёрный король · f7 чёрная пешка · g7 чёрная пешка · h7 чёрная пешка · a6 чёрная пешка · d6 чёрная пешка · a5 белая пешка · d5 белая пешка · e5 чёрная пешка · b4 белая пешка · e4 белая пешка · h4 белая пешка · e3 белый король · f3 белая пешка · g3 белая пешка · h3 белый слон · b2 белый слон | e8 чёрный конь · b7 чёрная пешка · d7 чёрный конь · e7 чёрный король · f7 чёрная пешка · g7 чёрная пешка · h7 чёрная пешка · a6 чёрная пешка · d6 чёрная пешка · a5 белая пешка · d5 белая пешка · e5 чёрная пешка · b4 белая пешка · e4 белая пешка · h4 белая пешка · e3 белый король · f3 белая пешка · g3 белая пешка · h3 белый слон · b2 белый слон | 2 |
| 1 | e8 чёрный конь · b7 чёрная пешка · d7 чёрный конь · e7 чёрный король · f7 чёрная пешка · g7 чёрная пешка · h7 чёрная пешка · a6 чёрная пешка · d6 чёрная пешка · a5 белая пешка · d5 белая пешка · e5 чёрная пешка · b4 белая пешка · e4 белая пешка · h4 белая пешка · e3 белый король · f3 белая пешка · g3 белая пешка · h3 белый слон · b2 белый слон | e8 чёрный конь · b7 чёрная пешка · d7 чёрный конь · e7 чёрный король · f7 чёрная пешка · g7 чёрная пешка · h7 чёрная пешка · a6 чёрная пешка · d6 чёрная пешка · a5 белая пешка · d5 белая пешка · e5 чёрная пешка · b4 белая пешка · e4 белая пешка · h4 белая пешка · e3 белый король · f3 белая пешка · g3 белая пешка · h3 белый слон · b2 белый слон | e8 чёрный конь · b7 чёрная пешка · d7 чёрный конь · e7 чёрный король · f7 чёрная пешка · g7 чёрная пешка · h7 чёрная пешка · a6 чёрная пешка · d6 чёрная пешка · a5 белая пешка · d5 белая пешка · e5 чёрная пешка · b4 белая пешка · e4 белая пешка · h4 белая пешка · e3 белый король · f3 белая пешка · g3 белая пешка · h3 белый слон · b2 белый слон | e8 чёрный конь · b7 чёрная пешка · d7 чёрный конь · e7 чёрный король · f7 чёрная пешка · g7 чёрная пешка · h7 чёрная пешка · a6 чёрная пешка · d6 чёрная пешка · a5 белая пешка · d5 белая пешка · e5 чёрная пешка · b4 белая пешка · e4 белая пешка · h4 белая пешка · e3 белый король · f3 белая пешка · g3 белая пешка · h3 белый слон · b2 белый слон | e8 чёрный конь · b7 чёрная пешка · d7 чёрный конь · e7 чёрный король · f7 чёрная пешка · g7 чёрная пешка · h7 чёрная пешка · a6 чёрная пешка · d6 чёрная пешка · a5 белая пешка · d5 белая пешка · e5 чёрная пешка · b4 белая пешка · e4 белая пешка · h4 белая пешка · e3 белый король · f3 белая пешка · g3 белая пешка · h3 белый слон · b2 белый слон | e8 чёрный конь · b7 чёрная пешка · d7 чёрный конь · e7 чёрный король · f7 чёрная пешка · g7 чёрная пешка · h7 чёрная пешка · a6 чёрная пешка · d6 чёрная пешка · a5 белая пешка · d5 белая пешка · e5 чёрная пешка · b4 белая пешка · e4 белая пешка · h4 белая пешка · e3 белый король · f3 белая пешка · g3 белая пешка · h3 белый слон · b2 белый слон | e8 чёрный конь · b7 чёрная пешка · d7 чёрный конь · e7 чёрный король · f7 чёрная пешка · g7 чёрная пешка · h7 чёрная пешка · a6 чёрная пешка · d6 чёрная пешка · a5 белая пешка · d5 белая пешка · e5 чёрная пешка · b4 белая пешка · e4 белая пешка · h4 белая пешка · e3 белый король · f3 белая пешка · g3 белая пешка · h3 белый слон · b2 белый слон | e8 чёрный конь · b7 чёрная пешка · d7 чёрный конь · e7 чёрный король · f7 чёрная пешка · g7 чёрная пешка · h7 чёрная пешка · a6 чёрная пешка · d6 чёрная пешка · a5 белая пешка · d5 белая пешка · e5 чёрная пешка · b4 белая пешка · e4 белая пешка · h4 белая пешка · e3 белый король · f3 белая пешка · g3 белая пешка · h3 белый слон · b2 белый слон | 1 |
|   | a | b | c | d | e | f | g | h |   |

Первую половину матча проводили в Колонном зале Дома союзов. Матч вызвал небывалый ажиотаж в стране, зал на 2000 мест ежедневно был заполнен: «Это даже трудно представить себе западноевропейскому шахматисту, привыкшему играть в скромной обстановке матчей с несколькими десятками зрителей на них» (Флор). В дипломатической и правительственной ложах постоянными зрителями были дипломатический представитель Чехословакии Сметана, а также советский дипломат, первый посол СССР в США Александр Трояновский.
Первая партия прошла под знаком нервозности с обеих сторон. Советский шахматист, игравший белыми, допустил ошибку на 33-м ходу (см. диаграмму) и дал чёрным возможность провести простую и решающую комбинацию, гарантировавшую прохождение чёрной пешки в ферзи. Ботвинник: «В цейтноте в равной позиции я попал в замаскированную ловушку и проиграл». Флор: «Я победил только благодаря большему опыту и тактической подготовке». Эта партия включена в список 116 лучших партий Сало Флора.
После поражения в первой же партии из Ленинграда вызвали мастера А. Я. Моделя, сотрудничавшего с Ботвинником во время чемпионата СССР 1927 года. Модель был известен как талантливый аналитик. Помощь своего наставника Ботвинник использовал позже и во второй половине матча (Модель жил в Ленинграде недалеко от Ботвинника).
Во второй партии разыграли защиту Нимцовича. Допустив ошибку на шестом ходу, Флор несколькими точными ходами сумел выравнять игру. Не желая идти на обострение, шахматисты согласились на ничью на 21-м ходу.
Третья партия началась принятым ферзевым гамбитом — одной из любимых систем Флора. При подготовке к матчу Ботвинник хорошо изучил возможные варианты, однако во время партии не смог удивить соперника. До 19-го хода шла равная игра, но чёрные пошли на преждевременные размены, которые могли привести к потере пешки. Хозяин турнира не увидел эту возможность и согласился на ничью.
В четвёртой партии была разыграна голландская защита. Играя чёрными, Ботвинник имел, по его мнению, чуть лучшую позицию, но недостаточно хорошую для того, чтобы бороться за победу. Ничья на 22-м ходу.
В пятой партии было разыграно английское начало. Возникла интересная и обоюдоострая игра, в которой чаша весов колебалась то в одну, то в другую сторону. Партию отложили, а во время доигрывания чёрные из-за угрозы контратаки решили форсировать вечный шах.
В шестой партии после защиты Нимцовича события разворачивались по плану Флора, и после 24-го хода игра перешла в эндшпиль «два слона против двух коней». Флор: «Теоретически чёрные не должны проиграть, но на практике подобные окончания чаще заканчиваются в пользу стороны, имеющей слонов». Чехословак методично ограничивал позицию чёрных, и к 54-му ходу возник цугцванг — у хозяина матча не осталось полезных ходов. Ботвинник капитулировал после 69-го хода. Флор назвал этот эндшпиль лучшим из всех, которые он когда-либо сыграл.
После второго поражения шахматные обозреватели окончательно разуверились в положительном или хотя бы ничейном результате для Ботвинника.

### Партии 7-12 (Ленинград)
|   | a | b | c | d | e | f | g | h |   |
| - | --- | --- | --- | --- | --- | --- | --- | --- | - |
| 8 | a8 чёрная ладья · c8 чёрный слон · d8 чёрный король · f8 чёрный слон · h8 чёрная ладья · a7 чёрная пешка · b7 чёрная пешка · f7 чёрная пешка · h7 чёрная пешка · b6 чёрный ферзь · f6 чёрная пешка · g6 чёрная пешка · d5 белая пешка · d4 белый ферзь · c3 белый конь · d3 чёрная пешка · f3 белый конь · a2 белая пешка · b2 белая пешка · f2 белая пешка · g2 белая пешка · h2 белая пешка · a1 белая ладья · e1 белая ладья · g1 белый король | a8 чёрная ладья · c8 чёрный слон · d8 чёрный король · f8 чёрный слон · h8 чёрная ладья · a7 чёрная пешка · b7 чёрная пешка · f7 чёрная пешка · h7 чёрная пешка · b6 чёрный ферзь · f6 чёрная пешка · g6 чёрная пешка · d5 белая пешка · d4 белый ферзь · c3 белый конь · d3 чёрная пешка · f3 белый конь · a2 белая пешка · b2 белая пешка · f2 белая пешка · g2 белая пешка · h2 белая пешка · a1 белая ладья · e1 белая ладья · g1 белый король | a8 чёрная ладья · c8 чёрный слон · d8 чёрный король · f8 чёрный слон · h8 чёрная ладья · a7 чёрная пешка · b7 чёрная пешка · f7 чёрная пешка · h7 чёрная пешка · b6 чёрный ферзь · f6 чёрная пешка · g6 чёрная пешка · d5 белая пешка · d4 белый ферзь · c3 белый конь · d3 чёрная пешка · f3 белый конь · a2 белая пешка · b2 белая пешка · f2 белая пешка · g2 белая пешка · h2 белая пешка · a1 белая ладья · e1 белая ладья · g1 белый король | a8 чёрная ладья · c8 чёрный слон · d8 чёрный король · f8 чёрный слон · h8 чёрная ладья · a7 чёрная пешка · b7 чёрная пешка · f7 чёрная пешка · h7 чёрная пешка · b6 чёрный ферзь · f6 чёрная пешка · g6 чёрная пешка · d5 белая пешка · d4 белый ферзь · c3 белый конь · d3 чёрная пешка · f3 белый конь · a2 белая пешка · b2 белая пешка · f2 белая пешка · g2 белая пешка · h2 белая пешка · a1 белая ладья · e1 белая ладья · g1 белый король | a8 чёрная ладья · c8 чёрный слон · d8 чёрный король · f8 чёрный слон · h8 чёрная ладья · a7 чёрная пешка · b7 чёрная пешка · f7 чёрная пешка · h7 чёрная пешка · b6 чёрный ферзь · f6 чёрная пешка · g6 чёрная пешка · d5 белая пешка · d4 белый ферзь · c3 белый конь · d3 чёрная пешка · f3 белый конь · a2 белая пешка · b2 белая пешка · f2 белая пешка · g2 белая пешка · h2 белая пешка · a1 белая ладья · e1 белая ладья · g1 белый король | a8 чёрная ладья · c8 чёрный слон · d8 чёрный король · f8 чёрный слон · h8 чёрная ладья · a7 чёрная пешка · b7 чёрная пешка · f7 чёрная пешка · h7 чёрная пешка · b6 чёрный ферзь · f6 чёрная пешка · g6 чёрная пешка · d5 белая пешка · d4 белый ферзь · c3 белый конь · d3 чёрная пешка · f3 белый конь · a2 белая пешка · b2 белая пешка · f2 белая пешка · g2 белая пешка · h2 белая пешка · a1 белая ладья · e1 белая ладья · g1 белый король | a8 чёрная ладья · c8 чёрный слон · d8 чёрный король · f8 чёрный слон · h8 чёрная ладья · a7 чёрная пешка · b7 чёрная пешка · f7 чёрная пешка · h7 чёрная пешка · b6 чёрный ферзь · f6 чёрная пешка · g6 чёрная пешка · d5 белая пешка · d4 белый ферзь · c3 белый конь · d3 чёрная пешка · f3 белый конь · a2 белая пешка · b2 белая пешка · f2 белая пешка · g2 белая пешка · h2 белая пешка · a1 белая ладья · e1 белая ладья · g1 белый король | a8 чёрная ладья · c8 чёрный слон · d8 чёрный король · f8 чёрный слон · h8 чёрная ладья · a7 чёрная пешка · b7 чёрная пешка · f7 чёрная пешка · h7 чёрная пешка · b6 чёрный ферзь · f6 чёрная пешка · g6 чёрная пешка · d5 белая пешка · d4 белый ферзь · c3 белый конь · d3 чёрная пешка · f3 белый конь · a2 белая пешка · b2 белая пешка · f2 белая пешка · g2 белая пешка · h2 белая пешка · a1 белая ладья · e1 белая ладья · g1 белый король | 8 |
| 7 | a8 чёрная ладья · c8 чёрный слон · d8 чёрный король · f8 чёрный слон · h8 чёрная ладья · a7 чёрная пешка · b7 чёрная пешка · f7 чёрная пешка · h7 чёрная пешка · b6 чёрный ферзь · f6 чёрная пешка · g6 чёрная пешка · d5 белая пешка · d4 белый ферзь · c3 белый конь · d3 чёрная пешка · f3 белый конь · a2 белая пешка · b2 белая пешка · f2 белая пешка · g2 белая пешка · h2 белая пешка · a1 белая ладья · e1 белая ладья · g1 белый король | a8 чёрная ладья · c8 чёрный слон · d8 чёрный король · f8 чёрный слон · h8 чёрная ладья · a7 чёрная пешка · b7 чёрная пешка · f7 чёрная пешка · h7 чёрная пешка · b6 чёрный ферзь · f6 чёрная пешка · g6 чёрная пешка · d5 белая пешка · d4 белый ферзь · c3 белый конь · d3 чёрная пешка · f3 белый конь · a2 белая пешка · b2 белая пешка · f2 белая пешка · g2 белая пешка · h2 белая пешка · a1 белая ладья · e1 белая ладья · g1 белый король | a8 чёрная ладья · c8 чёрный слон · d8 чёрный король · f8 чёрный слон · h8 чёрная ладья · a7 чёрная пешка · b7 чёрная пешка · f7 чёрная пешка · h7 чёрная пешка · b6 чёрный ферзь · f6 чёрная пешка · g6 чёрная пешка · d5 белая пешка · d4 белый ферзь · c3 белый конь · d3 чёрная пешка · f3 белый конь · a2 белая пешка · b2 белая пешка · f2 белая пешка · g2 белая пешка · h2 белая пешка · a1 белая ладья · e1 белая ладья · g1 белый король | a8 чёрная ладья · c8 чёрный слон · d8 чёрный король · f8 чёрный слон · h8 чёрная ладья · a7 чёрная пешка · b7 чёрная пешка · f7 чёрная пешка · h7 чёрная пешка · b6 чёрный ферзь · f6 чёрная пешка · g6 чёрная пешка · d5 белая пешка · d4 белый ферзь · c3 белый конь · d3 чёрная пешка · f3 белый конь · a2 белая пешка · b2 белая пешка · f2 белая пешка · g2 белая пешка · h2 белая пешка · a1 белая ладья · e1 белая ладья · g1 белый король | a8 чёрная ладья · c8 чёрный слон · d8 чёрный король · f8 чёрный слон · h8 чёрная ладья · a7 чёрная пешка · b7 чёрная пешка · f7 чёрная пешка · h7 чёрная пешка · b6 чёрный ферзь · f6 чёрная пешка · g6 чёрная пешка · d5 белая пешка · d4 белый ферзь · c3 белый конь · d3 чёрная пешка · f3 белый конь · a2 белая пешка · b2 белая пешка · f2 белая пешка · g2 белая пешка · h2 белая пешка · a1 белая ладья · e1 белая ладья · g1 белый король | a8 чёрная ладья · c8 чёрный слон · d8 чёрный король · f8 чёрный слон · h8 чёрная ладья · a7 чёрная пешка · b7 чёрная пешка · f7 чёрная пешка · h7 чёрная пешка · b6 чёрный ферзь · f6 чёрная пешка · g6 чёрная пешка · d5 белая пешка · d4 белый ферзь · c3 белый конь · d3 чёрная пешка · f3 белый конь · a2 белая пешка · b2 белая пешка · f2 белая пешка · g2 белая пешка · h2 белая пешка · a1 белая ладья · e1 белая ладья · g1 белый король | a8 чёрная ладья · c8 чёрный слон · d8 чёрный король · f8 чёрный слон · h8 чёрная ладья · a7 чёрная пешка · b7 чёрная пешка · f7 чёрная пешка · h7 чёрная пешка · b6 чёрный ферзь · f6 чёрная пешка · g6 чёрная пешка · d5 белая пешка · d4 белый ферзь · c3 белый конь · d3 чёрная пешка · f3 белый конь · a2 белая пешка · b2 белая пешка · f2 белая пешка · g2 белая пешка · h2 белая пешка · a1 белая ладья · e1 белая ладья · g1 белый король | a8 чёрная ладья · c8 чёрный слон · d8 чёрный король · f8 чёрный слон · h8 чёрная ладья · a7 чёрная пешка · b7 чёрная пешка · f7 чёрная пешка · h7 чёрная пешка · b6 чёрный ферзь · f6 чёрная пешка · g6 чёрная пешка · d5 белая пешка · d4 белый ферзь · c3 белый конь · d3 чёрная пешка · f3 белый конь · a2 белая пешка · b2 белая пешка · f2 белая пешка · g2 белая пешка · h2 белая пешка · a1 белая ладья · e1 белая ладья · g1 белый король | 7 |
| 6 | a8 чёрная ладья · c8 чёрный слон · d8 чёрный король · f8 чёрный слон · h8 чёрная ладья · a7 чёрная пешка · b7 чёрная пешка · f7 чёрная пешка · h7 чёрная пешка · b6 чёрный ферзь · f6 чёрная пешка · g6 чёрная пешка · d5 белая пешка · d4 белый ферзь · c3 белый конь · d3 чёрная пешка · f3 белый конь · a2 белая пешка · b2 белая пешка · f2 белая пешка · g2 белая пешка · h2 белая пешка · a1 белая ладья · e1 белая ладья · g1 белый король | a8 чёрная ладья · c8 чёрный слон · d8 чёрный король · f8 чёрный слон · h8 чёрная ладья · a7 чёрная пешка · b7 чёрная пешка · f7 чёрная пешка · h7 чёрная пешка · b6 чёрный ферзь · f6 чёрная пешка · g6 чёрная пешка · d5 белая пешка · d4 белый ферзь · c3 белый конь · d3 чёрная пешка · f3 белый конь · a2 белая пешка · b2 белая пешка · f2 белая пешка · g2 белая пешка · h2 белая пешка · a1 белая ладья · e1 белая ладья · g1 белый король | a8 чёрная ладья · c8 чёрный слон · d8 чёрный король · f8 чёрный слон · h8 чёрная ладья · a7 чёрная пешка · b7 чёрная пешка · f7 чёрная пешка · h7 чёрная пешка · b6 чёрный ферзь · f6 чёрная пешка · g6 чёрная пешка · d5 белая пешка · d4 белый ферзь · c3 белый конь · d3 чёрная пешка · f3 белый конь · a2 белая пешка · b2 белая пешка · f2 белая пешка · g2 белая пешка · h2 белая пешка · a1 белая ладья · e1 белая ладья · g1 белый король | a8 чёрная ладья · c8 чёрный слон · d8 чёрный король · f8 чёрный слон · h8 чёрная ладья · a7 чёрная пешка · b7 чёрная пешка · f7 чёрная пешка · h7 чёрная пешка · b6 чёрный ферзь · f6 чёрная пешка · g6 чёрная пешка · d5 белая пешка · d4 белый ферзь · c3 белый конь · d3 чёрная пешка · f3 белый конь · a2 белая пешка · b2 белая пешка · f2 белая пешка · g2 белая пешка · h2 белая пешка · a1 белая ладья · e1 белая ладья · g1 белый король | a8 чёрная ладья · c8 чёрный слон · d8 чёрный король · f8 чёрный слон · h8 чёрная ладья · a7 чёрная пешка · b7 чёрная пешка · f7 чёрная пешка · h7 чёрная пешка · b6 чёрный ферзь · f6 чёрная пешка · g6 чёрная пешка · d5 белая пешка · d4 белый ферзь · c3 белый конь · d3 чёрная пешка · f3 белый конь · a2 белая пешка · b2 белая пешка · f2 белая пешка · g2 белая пешка · h2 белая пешка · a1 белая ладья · e1 белая ладья · g1 белый король | a8 чёрная ладья · c8 чёрный слон · d8 чёрный король · f8 чёрный слон · h8 чёрная ладья · a7 чёрная пешка · b7 чёрная пешка · f7 чёрная пешка · h7 чёрная пешка · b6 чёрный ферзь · f6 чёрная пешка · g6 чёрная пешка · d5 белая пешка · d4 белый ферзь · c3 белый конь · d3 чёрная пешка · f3 белый конь · a2 белая пешка · b2 белая пешка · f2 белая пешка · g2 белая пешка · h2 белая пешка · a1 белая ладья · e1 белая ладья · g1 белый король | a8 чёрная ладья · c8 чёрный слон · d8 чёрный король · f8 чёрный слон · h8 чёрная ладья · a7 чёрная пешка · b7 чёрная пешка · f7 чёрная пешка · h7 чёрная пешка · b6 чёрный ферзь · f6 чёрная пешка · g6 чёрная пешка · d5 белая пешка · d4 белый ферзь · c3 белый конь · d3 чёрная пешка · f3 белый конь · a2 белая пешка · b2 белая пешка · f2 белая пешка · g2 белая пешка · h2 белая пешка · a1 белая ладья · e1 белая ладья · g1 белый король | a8 чёрная ладья · c8 чёрный слон · d8 чёрный король · f8 чёрный слон · h8 чёрная ладья · a7 чёрная пешка · b7 чёрная пешка · f7 чёрная пешка · h7 чёрная пешка · b6 чёрный ферзь · f6 чёрная пешка · g6 чёрная пешка · d5 белая пешка · d4 белый ферзь · c3 белый конь · d3 чёрная пешка · f3 белый конь · a2 белая пешка · b2 белая пешка · f2 белая пешка · g2 белая пешка · h2 белая пешка · a1 белая ладья · e1 белая ладья · g1 белый король | 6 |
| 5 | a8 чёрная ладья · c8 чёрный слон · d8 чёрный король · f8 чёрный слон · h8 чёрная ладья · a7 чёрная пешка · b7 чёрная пешка · f7 чёрная пешка · h7 чёрная пешка · b6 чёрный ферзь · f6 чёрная пешка · g6 чёрная пешка · d5 белая пешка · d4 белый ферзь · c3 белый конь · d3 чёрная пешка · f3 белый конь · a2 белая пешка · b2 белая пешка · f2 белая пешка · g2 белая пешка · h2 белая пешка · a1 белая ладья · e1 белая ладья · g1 белый король | a8 чёрная ладья · c8 чёрный слон · d8 чёрный король · f8 чёрный слон · h8 чёрная ладья · a7 чёрная пешка · b7 чёрная пешка · f7 чёрная пешка · h7 чёрная пешка · b6 чёрный ферзь · f6 чёрная пешка · g6 чёрная пешка · d5 белая пешка · d4 белый ферзь · c3 белый конь · d3 чёрная пешка · f3 белый конь · a2 белая пешка · b2 белая пешка · f2 белая пешка · g2 белая пешка · h2 белая пешка · a1 белая ладья · e1 белая ладья · g1 белый король | a8 чёрная ладья · c8 чёрный слон · d8 чёрный король · f8 чёрный слон · h8 чёрная ладья · a7 чёрная пешка · b7 чёрная пешка · f7 чёрная пешка · h7 чёрная пешка · b6 чёрный ферзь · f6 чёрная пешка · g6 чёрная пешка · d5 белая пешка · d4 белый ферзь · c3 белый конь · d3 чёрная пешка · f3 белый конь · a2 белая пешка · b2 белая пешка · f2 белая пешка · g2 белая пешка · h2 белая пешка · a1 белая ладья · e1 белая ладья · g1 белый король | a8 чёрная ладья · c8 чёрный слон · d8 чёрный король · f8 чёрный слон · h8 чёрная ладья · a7 чёрная пешка · b7 чёрная пешка · f7 чёрная пешка · h7 чёрная пешка · b6 чёрный ферзь · f6 чёрная пешка · g6 чёрная пешка · d5 белая пешка · d4 белый ферзь · c3 белый конь · d3 чёрная пешка · f3 белый конь · a2 белая пешка · b2 белая пешка · f2 белая пешка · g2 белая пешка · h2 белая пешка · a1 белая ладья · e1 белая ладья · g1 белый король | a8 чёрная ладья · c8 чёрный слон · d8 чёрный король · f8 чёрный слон · h8 чёрная ладья · a7 чёрная пешка · b7 чёрная пешка · f7 чёрная пешка · h7 чёрная пешка · b6 чёрный ферзь · f6 чёрная пешка · g6 чёрная пешка · d5 белая пешка · d4 белый ферзь · c3 белый конь · d3 чёрная пешка · f3 белый конь · a2 белая пешка · b2 белая пешка · f2 белая пешка · g2 белая пешка · h2 белая пешка · a1 белая ладья · e1 белая ладья · g1 белый король | a8 чёрная ладья · c8 чёрный слон · d8 чёрный король · f8 чёрный слон · h8 чёрная ладья · a7 чёрная пешка · b7 чёрная пешка · f7 чёрная пешка · h7 чёрная пешка · b6 чёрный ферзь · f6 чёрная пешка · g6 чёрная пешка · d5 белая пешка · d4 белый ферзь · c3 белый конь · d3 чёрная пешка · f3 белый конь · a2 белая пешка · b2 белая пешка · f2 белая пешка · g2 белая пешка · h2 белая пешка · a1 белая ладья · e1 белая ладья · g1 белый король | a8 чёрная ладья · c8 чёрный слон · d8 чёрный король · f8 чёрный слон · h8 чёрная ладья · a7 чёрная пешка · b7 чёрная пешка · f7 чёрная пешка · h7 чёрная пешка · b6 чёрный ферзь · f6 чёрная пешка · g6 чёрная пешка · d5 белая пешка · d4 белый ферзь · c3 белый конь · d3 чёрная пешка · f3 белый конь · a2 белая пешка · b2 белая пешка · f2 белая пешка · g2 белая пешка · h2 белая пешка · a1 белая ладья · e1 белая ладья · g1 белый король | a8 чёрная ладья · c8 чёрный слон · d8 чёрный король · f8 чёрный слон · h8 чёрная ладья · a7 чёрная пешка · b7 чёрная пешка · f7 чёрная пешка · h7 чёрная пешка · b6 чёрный ферзь · f6 чёрная пешка · g6 чёрная пешка · d5 белая пешка · d4 белый ферзь · c3 белый конь · d3 чёрная пешка · f3 белый конь · a2 белая пешка · b2 белая пешка · f2 белая пешка · g2 белая пешка · h2 белая пешка · a1 белая ладья · e1 белая ладья · g1 белый король | 5 |
| 4 | a8 чёрная ладья · c8 чёрный слон · d8 чёрный король · f8 чёрный слон · h8 чёрная ладья · a7 чёрная пешка · b7 чёрная пешка · f7 чёрная пешка · h7 чёрная пешка · b6 чёрный ферзь · f6 чёрная пешка · g6 чёрная пешка · d5 белая пешка · d4 белый ферзь · c3 белый конь · d3 чёрная пешка · f3 белый конь · a2 белая пешка · b2 белая пешка · f2 белая пешка · g2 белая пешка · h2 белая пешка · a1 белая ладья · e1 белая ладья · g1 белый король | a8 чёрная ладья · c8 чёрный слон · d8 чёрный король · f8 чёрный слон · h8 чёрная ладья · a7 чёрная пешка · b7 чёрная пешка · f7 чёрная пешка · h7 чёрная пешка · b6 чёрный ферзь · f6 чёрная пешка · g6 чёрная пешка · d5 белая пешка · d4 белый ферзь · c3 белый конь · d3 чёрная пешка · f3 белый конь · a2 белая пешка · b2 белая пешка · f2 белая пешка · g2 белая пешка · h2 белая пешка · a1 белая ладья · e1 белая ладья · g1 белый король | a8 чёрная ладья · c8 чёрный слон · d8 чёрный король · f8 чёрный слон · h8 чёрная ладья · a7 чёрная пешка · b7 чёрная пешка · f7 чёрная пешка · h7 чёрная пешка · b6 чёрный ферзь · f6 чёрная пешка · g6 чёрная пешка · d5 белая пешка · d4 белый ферзь · c3 белый конь · d3 чёрная пешка · f3 белый конь · a2 белая пешка · b2 белая пешка · f2 белая пешка · g2 белая пешка · h2 белая пешка · a1 белая ладья · e1 белая ладья · g1 белый король | a8 чёрная ладья · c8 чёрный слон · d8 чёрный король · f8 чёрный слон · h8 чёрная ладья · a7 чёрная пешка · b7 чёрная пешка · f7 чёрная пешка · h7 чёрная пешка · b6 чёрный ферзь · f6 чёрная пешка · g6 чёрная пешка · d5 белая пешка · d4 белый ферзь · c3 белый конь · d3 чёрная пешка · f3 белый конь · a2 белая пешка · b2 белая пешка · f2 белая пешка · g2 белая пешка · h2 белая пешка · a1 белая ладья · e1 белая ладья · g1 белый король | a8 чёрная ладья · c8 чёрный слон · d8 чёрный король · f8 чёрный слон · h8 чёрная ладья · a7 чёрная пешка · b7 чёрная пешка · f7 чёрная пешка · h7 чёрная пешка · b6 чёрный ферзь · f6 чёрная пешка · g6 чёрная пешка · d5 белая пешка · d4 белый ферзь · c3 белый конь · d3 чёрная пешка · f3 белый конь · a2 белая пешка · b2 белая пешка · f2 белая пешка · g2 белая пешка · h2 белая пешка · a1 белая ладья · e1 белая ладья · g1 белый король | a8 чёрная ладья · c8 чёрный слон · d8 чёрный король · f8 чёрный слон · h8 чёрная ладья · a7 чёрная пешка · b7 чёрная пешка · f7 чёрная пешка · h7 чёрная пешка · b6 чёрный ферзь · f6 чёрная пешка · g6 чёрная пешка · d5 белая пешка · d4 белый ферзь · c3 белый конь · d3 чёрная пешка · f3 белый конь · a2 белая пешка · b2 белая пешка · f2 белая пешка · g2 белая пешка · h2 белая пешка · a1 белая ладья · e1 белая ладья · g1 белый король | a8 чёрная ладья · c8 чёрный слон · d8 чёрный король · f8 чёрный слон · h8 чёрная ладья · a7 чёрная пешка · b7 чёрная пешка · f7 чёрная пешка · h7 чёрная пешка · b6 чёрный ферзь · f6 чёрная пешка · g6 чёрная пешка · d5 белая пешка · d4 белый ферзь · c3 белый конь · d3 чёрная пешка · f3 белый конь · a2 белая пешка · b2 белая пешка · f2 белая пешка · g2 белая пешка · h2 белая пешка · a1 белая ладья · e1 белая ладья · g1 белый король | a8 чёрная ладья · c8 чёрный слон · d8 чёрный король · f8 чёрный слон · h8 чёрная ладья · a7 чёрная пешка · b7 чёрная пешка · f7 чёрная пешка · h7 чёрная пешка · b6 чёрный ферзь · f6 чёрная пешка · g6 чёрная пешка · d5 белая пешка · d4 белый ферзь · c3 белый конь · d3 чёрная пешка · f3 белый конь · a2 белая пешка · b2 белая пешка · f2 белая пешка · g2 белая пешка · h2 белая пешка · a1 белая ладья · e1 белая ладья · g1 белый король | 4 |
| 3 | a8 чёрная ладья · c8 чёрный слон · d8 чёрный король · f8 чёрный слон · h8 чёрная ладья · a7 чёрная пешка · b7 чёрная пешка · f7 чёрная пешка · h7 чёрная пешка · b6 чёрный ферзь · f6 чёрная пешка · g6 чёрная пешка · d5 белая пешка · d4 белый ферзь · c3 белый конь · d3 чёрная пешка · f3 белый конь · a2 белая пешка · b2 белая пешка · f2 белая пешка · g2 белая пешка · h2 белая пешка · a1 белая ладья · e1 белая ладья · g1 белый король | a8 чёрная ладья · c8 чёрный слон · d8 чёрный король · f8 чёрный слон · h8 чёрная ладья · a7 чёрная пешка · b7 чёрная пешка · f7 чёрная пешка · h7 чёрная пешка · b6 чёрный ферзь · f6 чёрная пешка · g6 чёрная пешка · d5 белая пешка · d4 белый ферзь · c3 белый конь · d3 чёрная пешка · f3 белый конь · a2 белая пешка · b2 белая пешка · f2 белая пешка · g2 белая пешка · h2 белая пешка · a1 белая ладья · e1 белая ладья · g1 белый король | a8 чёрная ладья · c8 чёрный слон · d8 чёрный король · f8 чёрный слон · h8 чёрная ладья · a7 чёрная пешка · b7 чёрная пешка · f7 чёрная пешка · h7 чёрная пешка · b6 чёрный ферзь · f6 чёрная пешка · g6 чёрная пешка · d5 белая пешка · d4 белый ферзь · c3 белый конь · d3 чёрная пешка · f3 белый конь · a2 белая пешка · b2 белая пешка · f2 белая пешка · g2 белая пешка · h2 белая пешка · a1 белая ладья · e1 белая ладья · g1 белый король | a8 чёрная ладья · c8 чёрный слон · d8 чёрный король · f8 чёрный слон · h8 чёрная ладья · a7 чёрная пешка · b7 чёрная пешка · f7 чёрная пешка · h7 чёрная пешка · b6 чёрный ферзь · f6 чёрная пешка · g6 чёрная пешка · d5 белая пешка · d4 белый ферзь · c3 белый конь · d3 чёрная пешка · f3 белый конь · a2 белая пешка · b2 белая пешка · f2 белая пешка · g2 белая пешка · h2 белая пешка · a1 белая ладья · e1 белая ладья · g1 белый король | a8 чёрная ладья · c8 чёрный слон · d8 чёрный король · f8 чёрный слон · h8 чёрная ладья · a7 чёрная пешка · b7 чёрная пешка · f7 чёрная пешка · h7 чёрная пешка · b6 чёрный ферзь · f6 чёрная пешка · g6 чёрная пешка · d5 белая пешка · d4 белый ферзь · c3 белый конь · d3 чёрная пешка · f3 белый конь · a2 белая пешка · b2 белая пешка · f2 белая пешка · g2 белая пешка · h2 белая пешка · a1 белая ладья · e1 белая ладья · g1 белый король | a8 чёрная ладья · c8 чёрный слон · d8 чёрный король · f8 чёрный слон · h8 чёрная ладья · a7 чёрная пешка · b7 чёрная пешка · f7 чёрная пешка · h7 чёрная пешка · b6 чёрный ферзь · f6 чёрная пешка · g6 чёрная пешка · d5 белая пешка · d4 белый ферзь · c3 белый конь · d3 чёрная пешка · f3 белый конь · a2 белая пешка · b2 белая пешка · f2 белая пешка · g2 белая пешка · h2 белая пешка · a1 белая ладья · e1 белая ладья · g1 белый король | a8 чёрная ладья · c8 чёрный слон · d8 чёрный король · f8 чёрный слон · h8 чёрная ладья · a7 чёрная пешка · b7 чёрная пешка · f7 чёрная пешка · h7 чёрная пешка · b6 чёрный ферзь · f6 чёрная пешка · g6 чёрная пешка · d5 белая пешка · d4 белый ферзь · c3 белый конь · d3 чёрная пешка · f3 белый конь · a2 белая пешка · b2 белая пешка · f2 белая пешка · g2 белая пешка · h2 белая пешка · a1 белая ладья · e1 белая ладья · g1 белый король | a8 чёрная ладья · c8 чёрный слон · d8 чёрный король · f8 чёрный слон · h8 чёрная ладья · a7 чёрная пешка · b7 чёрная пешка · f7 чёрная пешка · h7 чёрная пешка · b6 чёрный ферзь · f6 чёрная пешка · g6 чёрная пешка · d5 белая пешка · d4 белый ферзь · c3 белый конь · d3 чёрная пешка · f3 белый конь · a2 белая пешка · b2 белая пешка · f2 белая пешка · g2 белая пешка · h2 белая пешка · a1 белая ладья · e1 белая ладья · g1 белый король | 3 |
| 2 | a8 чёрная ладья · c8 чёрный слон · d8 чёрный король · f8 чёрный слон · h8 чёрная ладья · a7 чёрная пешка · b7 чёрная пешка · f7 чёрная пешка · h7 чёрная пешка · b6 чёрный ферзь · f6 чёрная пешка · g6 чёрная пешка · d5 белая пешка · d4 белый ферзь · c3 белый конь · d3 чёрная пешка · f3 белый конь · a2 белая пешка · b2 белая пешка · f2 белая пешка · g2 белая пешка · h2 белая пешка · a1 белая ладья · e1 белая ладья · g1 белый король | a8 чёрная ладья · c8 чёрный слон · d8 чёрный король · f8 чёрный слон · h8 чёрная ладья · a7 чёрная пешка · b7 чёрная пешка · f7 чёрная пешка · h7 чёрная пешка · b6 чёрный ферзь · f6 чёрная пешка · g6 чёрная пешка · d5 белая пешка · d4 белый ферзь · c3 белый конь · d3 чёрная пешка · f3 белый конь · a2 белая пешка · b2 белая пешка · f2 белая пешка · g2 белая пешка · h2 белая пешка · a1 белая ладья · e1 белая ладья · g1 белый король | a8 чёрная ладья · c8 чёрный слон · d8 чёрный король · f8 чёрный слон · h8 чёрная ладья · a7 чёрная пешка · b7 чёрная пешка · f7 чёрная пешка · h7 чёрная пешка · b6 чёрный ферзь · f6 чёрная пешка · g6 чёрная пешка · d5 белая пешка · d4 белый ферзь · c3 белый конь · d3 чёрная пешка · f3 белый конь · a2 белая пешка · b2 белая пешка · f2 белая пешка · g2 белая пешка · h2 белая пешка · a1 белая ладья · e1 белая ладья · g1 белый король | a8 чёрная ладья · c8 чёрный слон · d8 чёрный король · f8 чёрный слон · h8 чёрная ладья · a7 чёрная пешка · b7 чёрная пешка · f7 чёрная пешка · h7 чёрная пешка · b6 чёрный ферзь · f6 чёрная пешка · g6 чёрная пешка · d5 белая пешка · d4 белый ферзь · c3 белый конь · d3 чёрная пешка · f3 белый конь · a2 белая пешка · b2 белая пешка · f2 белая пешка · g2 белая пешка · h2 белая пешка · a1 белая ладья · e1 белая ладья · g1 белый король | a8 чёрная ладья · c8 чёрный слон · d8 чёрный король · f8 чёрный слон · h8 чёрная ладья · a7 чёрная пешка · b7 чёрная пешка · f7 чёрная пешка · h7 чёрная пешка · b6 чёрный ферзь · f6 чёрная пешка · g6 чёрная пешка · d5 белая пешка · d4 белый ферзь · c3 белый конь · d3 чёрная пешка · f3 белый конь · a2 белая пешка · b2 белая пешка · f2 белая пешка · g2 белая пешка · h2 белая пешка · a1 белая ладья · e1 белая ладья · g1 белый король | a8 чёрная ладья · c8 чёрный слон · d8 чёрный король · f8 чёрный слон · h8 чёрная ладья · a7 чёрная пешка · b7 чёрная пешка · f7 чёрная пешка · h7 чёрная пешка · b6 чёрный ферзь · f6 чёрная пешка · g6 чёрная пешка · d5 белая пешка · d4 белый ферзь · c3 белый конь · d3 чёрная пешка · f3 белый конь · a2 белая пешка · b2 белая пешка · f2 белая пешка · g2 белая пешка · h2 белая пешка · a1 белая ладья · e1 белая ладья · g1 белый король | a8 чёрная ладья · c8 чёрный слон · d8 чёрный король · f8 чёрный слон · h8 чёрная ладья · a7 чёрная пешка · b7 чёрная пешка · f7 чёрная пешка · h7 чёрная пешка · b6 чёрный ферзь · f6 чёрная пешка · g6 чёрная пешка · d5 белая пешка · d4 белый ферзь · c3 белый конь · d3 чёрная пешка · f3 белый конь · a2 белая пешка · b2 белая пешка · f2 белая пешка · g2 белая пешка · h2 белая пешка · a1 белая ладья · e1 белая ладья · g1 белый король | a8 чёрная ладья · c8 чёрный слон · d8 чёрный король · f8 чёрный слон · h8 чёрная ладья · a7 чёрная пешка · b7 чёрная пешка · f7 чёрная пешка · h7 чёрная пешка · b6 чёрный ферзь · f6 чёрная пешка · g6 чёрная пешка · d5 белая пешка · d4 белый ферзь · c3 белый конь · d3 чёрная пешка · f3 белый конь · a2 белая пешка · b2 белая пешка · f2 белая пешка · g2 белая пешка · h2 белая пешка · a1 белая ладья · e1 белая ладья · g1 белый король | 2 |
| 1 | a8 чёрная ладья · c8 чёрный слон · d8 чёрный король · f8 чёрный слон · h8 чёрная ладья · a7 чёрная пешка · b7 чёрная пешка · f7 чёрная пешка · h7 чёрная пешка · b6 чёрный ферзь · f6 чёрная пешка · g6 чёрная пешка · d5 белая пешка · d4 белый ферзь · c3 белый конь · d3 чёрная пешка · f3 белый конь · a2 белая пешка · b2 белая пешка · f2 белая пешка · g2 белая пешка · h2 белая пешка · a1 белая ладья · e1 белая ладья · g1 белый король | a8 чёрная ладья · c8 чёрный слон · d8 чёрный король · f8 чёрный слон · h8 чёрная ладья · a7 чёрная пешка · b7 чёрная пешка · f7 чёрная пешка · h7 чёрная пешка · b6 чёрный ферзь · f6 чёрная пешка · g6 чёрная пешка · d5 белая пешка · d4 белый ферзь · c3 белый конь · d3 чёрная пешка · f3 белый конь · a2 белая пешка · b2 белая пешка · f2 белая пешка · g2 белая пешка · h2 белая пешка · a1 белая ладья · e1 белая ладья · g1 белый король | a8 чёрная ладья · c8 чёрный слон · d8 чёрный король · f8 чёрный слон · h8 чёрная ладья · a7 чёрная пешка · b7 чёрная пешка · f7 чёрная пешка · h7 чёрная пешка · b6 чёрный ферзь · f6 чёрная пешка · g6 чёрная пешка · d5 белая пешка · d4 белый ферзь · c3 белый конь · d3 чёрная пешка · f3 белый конь · a2 белая пешка · b2 белая пешка · f2 белая пешка · g2 белая пешка · h2 белая пешка · a1 белая ладья · e1 белая ладья · g1 белый король | a8 чёрная ладья · c8 чёрный слон · d8 чёрный король · f8 чёрный слон · h8 чёрная ладья · a7 чёрная пешка · b7 чёрная пешка · f7 чёрная пешка · h7 чёрная пешка · b6 чёрный ферзь · f6 чёрная пешка · g6 чёрная пешка · d5 белая пешка · d4 белый ферзь · c3 белый конь · d3 чёрная пешка · f3 белый конь · a2 белая пешка · b2 белая пешка · f2 белая пешка · g2 белая пешка · h2 белая пешка · a1 белая ладья · e1 белая ладья · g1 белый король | a8 чёрная ладья · c8 чёрный слон · d8 чёрный король · f8 чёрный слон · h8 чёрная ладья · a7 чёрная пешка · b7 чёрная пешка · f7 чёрная пешка · h7 чёрная пешка · b6 чёрный ферзь · f6 чёрная пешка · g6 чёрная пешка · d5 белая пешка · d4 белый ферзь · c3 белый конь · d3 чёрная пешка · f3 белый конь · a2 белая пешка · b2 белая пешка · f2 белая пешка · g2 белая пешка · h2 белая пешка · a1 белая ладья · e1 белая ладья · g1 белый король | a8 чёрная ладья · c8 чёрный слон · d8 чёрный король · f8 чёрный слон · h8 чёрная ладья · a7 чёрная пешка · b7 чёрная пешка · f7 чёрная пешка · h7 чёрная пешка · b6 чёрный ферзь · f6 чёрная пешка · g6 чёрная пешка · d5 белая пешка · d4 белый ферзь · c3 белый конь · d3 чёрная пешка · f3 белый конь · a2 белая пешка · b2 белая пешка · f2 белая пешка · g2 белая пешка · h2 белая пешка · a1 белая ладья · e1 белая ладья · g1 белый король | a8 чёрная ладья · c8 чёрный слон · d8 чёрный король · f8 чёрный слон · h8 чёрная ладья · a7 чёрная пешка · b7 чёрная пешка · f7 чёрная пешка · h7 чёрная пешка · b6 чёрный ферзь · f6 чёрная пешка · g6 чёрная пешка · d5 белая пешка · d4 белый ферзь · c3 белый конь · d3 чёрная пешка · f3 белый конь · a2 белая пешка · b2 белая пешка · f2 белая пешка · g2 белая пешка · h2 белая пешка · a1 белая ладья · e1 белая ладья · g1 белый король | a8 чёрная ладья · c8 чёрный слон · d8 чёрный король · f8 чёрный слон · h8 чёрная ладья · a7 чёрная пешка · b7 чёрная пешка · f7 чёрная пешка · h7 чёрная пешка · b6 чёрный ферзь · f6 чёрная пешка · g6 чёрная пешка · d5 белая пешка · d4 белый ферзь · c3 белый конь · d3 чёрная пешка · f3 белый конь · a2 белая пешка · b2 белая пешка · f2 белая пешка · g2 белая пешка · h2 белая пешка · a1 белая ладья · e1 белая ладья · g1 белый король | 1 |
|   | a | b | c | d | e | f | g | h |   |

В родной город чемпиона СССР соперники приехали 9 декабря вместе с секундантами и арбитром на поезде «Красная стрела». Гроссмейстеры и секунданты поселились в гостинице «Астория».
В Ленинграде местом игры был Большой зал консерватории, вмещавший 1000 зрителей. В некоторые дни перед зданием скапливалась толпа в несколько сот человек, которым не удалось купить билеты.
Седьмую партию Ботвинник назвал «короткой, но содержательной». Снова было разыграно английское начало. Соперники играли хорошо, не допуская ошибок, и заключили мир на 24-м ходу.
|   | a | b | c | d | e | f | g | h |   |
| - | --- | --- | --- | --- | --- | --- | --- | --- | - |
| 8 | a8 чёрная ладья · c8 чёрный слон · f8 чёрная ладья · g8 чёрный король · a7 чёрная пешка · b7 чёрная пешка · d7 чёрный конь · e7 чёрный слон · g7 чёрная пешка · h7 чёрная пешка · c6 чёрная пешка · d5 чёрная пешка · h5 чёрный ферзь · d4 белая пешка · f4 чёрная пешка · b3 белая пешка · c3 белый слон · d3 белый ферзь · f3 белая пешка · g3 белая пешка · a2 белая пешка · d2 белый конь · e2 белая пешка · g2 белый слон · h2 белая пешка · a1 белая ладья · f1 белая ладья · g1 белый король | a8 чёрная ладья · c8 чёрный слон · f8 чёрная ладья · g8 чёрный король · a7 чёрная пешка · b7 чёрная пешка · d7 чёрный конь · e7 чёрный слон · g7 чёрная пешка · h7 чёрная пешка · c6 чёрная пешка · d5 чёрная пешка · h5 чёрный ферзь · d4 белая пешка · f4 чёрная пешка · b3 белая пешка · c3 белый слон · d3 белый ферзь · f3 белая пешка · g3 белая пешка · a2 белая пешка · d2 белый конь · e2 белая пешка · g2 белый слон · h2 белая пешка · a1 белая ладья · f1 белая ладья · g1 белый король | a8 чёрная ладья · c8 чёрный слон · f8 чёрная ладья · g8 чёрный король · a7 чёрная пешка · b7 чёрная пешка · d7 чёрный конь · e7 чёрный слон · g7 чёрная пешка · h7 чёрная пешка · c6 чёрная пешка · d5 чёрная пешка · h5 чёрный ферзь · d4 белая пешка · f4 чёрная пешка · b3 белая пешка · c3 белый слон · d3 белый ферзь · f3 белая пешка · g3 белая пешка · a2 белая пешка · d2 белый конь · e2 белая пешка · g2 белый слон · h2 белая пешка · a1 белая ладья · f1 белая ладья · g1 белый король | a8 чёрная ладья · c8 чёрный слон · f8 чёрная ладья · g8 чёрный король · a7 чёрная пешка · b7 чёрная пешка · d7 чёрный конь · e7 чёрный слон · g7 чёрная пешка · h7 чёрная пешка · c6 чёрная пешка · d5 чёрная пешка · h5 чёрный ферзь · d4 белая пешка · f4 чёрная пешка · b3 белая пешка · c3 белый слон · d3 белый ферзь · f3 белая пешка · g3 белая пешка · a2 белая пешка · d2 белый конь · e2 белая пешка · g2 белый слон · h2 белая пешка · a1 белая ладья · f1 белая ладья · g1 белый король | a8 чёрная ладья · c8 чёрный слон · f8 чёрная ладья · g8 чёрный король · a7 чёрная пешка · b7 чёрная пешка · d7 чёрный конь · e7 чёрный слон · g7 чёрная пешка · h7 чёрная пешка · c6 чёрная пешка · d5 чёрная пешка · h5 чёрный ферзь · d4 белая пешка · f4 чёрная пешка · b3 белая пешка · c3 белый слон · d3 белый ферзь · f3 белая пешка · g3 белая пешка · a2 белая пешка · d2 белый конь · e2 белая пешка · g2 белый слон · h2 белая пешка · a1 белая ладья · f1 белая ладья · g1 белый король | a8 чёрная ладья · c8 чёрный слон · f8 чёрная ладья · g8 чёрный король · a7 чёрная пешка · b7 чёрная пешка · d7 чёрный конь · e7 чёрный слон · g7 чёрная пешка · h7 чёрная пешка · c6 чёрная пешка · d5 чёрная пешка · h5 чёрный ферзь · d4 белая пешка · f4 чёрная пешка · b3 белая пешка · c3 белый слон · d3 белый ферзь · f3 белая пешка · g3 белая пешка · a2 белая пешка · d2 белый конь · e2 белая пешка · g2 белый слон · h2 белая пешка · a1 белая ладья · f1 белая ладья · g1 белый король | a8 чёрная ладья · c8 чёрный слон · f8 чёрная ладья · g8 чёрный король · a7 чёрная пешка · b7 чёрная пешка · d7 чёрный конь · e7 чёрный слон · g7 чёрная пешка · h7 чёрная пешка · c6 чёрная пешка · d5 чёрная пешка · h5 чёрный ферзь · d4 белая пешка · f4 чёрная пешка · b3 белая пешка · c3 белый слон · d3 белый ферзь · f3 белая пешка · g3 белая пешка · a2 белая пешка · d2 белый конь · e2 белая пешка · g2 белый слон · h2 белая пешка · a1 белая ладья · f1 белая ладья · g1 белый король | a8 чёрная ладья · c8 чёрный слон · f8 чёрная ладья · g8 чёрный король · a7 чёрная пешка · b7 чёрная пешка · d7 чёрный конь · e7 чёрный слон · g7 чёрная пешка · h7 чёрная пешка · c6 чёрная пешка · d5 чёрная пешка · h5 чёрный ферзь · d4 белая пешка · f4 чёрная пешка · b3 белая пешка · c3 белый слон · d3 белый ферзь · f3 белая пешка · g3 белая пешка · a2 белая пешка · d2 белый конь · e2 белая пешка · g2 белый слон · h2 белая пешка · a1 белая ладья · f1 белая ладья · g1 белый король | 8 |
| 7 | a8 чёрная ладья · c8 чёрный слон · f8 чёрная ладья · g8 чёрный король · a7 чёрная пешка · b7 чёрная пешка · d7 чёрный конь · e7 чёрный слон · g7 чёрная пешка · h7 чёрная пешка · c6 чёрная пешка · d5 чёрная пешка · h5 чёрный ферзь · d4 белая пешка · f4 чёрная пешка · b3 белая пешка · c3 белый слон · d3 белый ферзь · f3 белая пешка · g3 белая пешка · a2 белая пешка · d2 белый конь · e2 белая пешка · g2 белый слон · h2 белая пешка · a1 белая ладья · f1 белая ладья · g1 белый король | a8 чёрная ладья · c8 чёрный слон · f8 чёрная ладья · g8 чёрный король · a7 чёрная пешка · b7 чёрная пешка · d7 чёрный конь · e7 чёрный слон · g7 чёрная пешка · h7 чёрная пешка · c6 чёрная пешка · d5 чёрная пешка · h5 чёрный ферзь · d4 белая пешка · f4 чёрная пешка · b3 белая пешка · c3 белый слон · d3 белый ферзь · f3 белая пешка · g3 белая пешка · a2 белая пешка · d2 белый конь · e2 белая пешка · g2 белый слон · h2 белая пешка · a1 белая ладья · f1 белая ладья · g1 белый король | a8 чёрная ладья · c8 чёрный слон · f8 чёрная ладья · g8 чёрный король · a7 чёрная пешка · b7 чёрная пешка · d7 чёрный конь · e7 чёрный слон · g7 чёрная пешка · h7 чёрная пешка · c6 чёрная пешка · d5 чёрная пешка · h5 чёрный ферзь · d4 белая пешка · f4 чёрная пешка · b3 белая пешка · c3 белый слон · d3 белый ферзь · f3 белая пешка · g3 белая пешка · a2 белая пешка · d2 белый конь · e2 белая пешка · g2 белый слон · h2 белая пешка · a1 белая ладья · f1 белая ладья · g1 белый король | a8 чёрная ладья · c8 чёрный слон · f8 чёрная ладья · g8 чёрный король · a7 чёрная пешка · b7 чёрная пешка · d7 чёрный конь · e7 чёрный слон · g7 чёрная пешка · h7 чёрная пешка · c6 чёрная пешка · d5 чёрная пешка · h5 чёрный ферзь · d4 белая пешка · f4 чёрная пешка · b3 белая пешка · c3 белый слон · d3 белый ферзь · f3 белая пешка · g3 белая пешка · a2 белая пешка · d2 белый конь · e2 белая пешка · g2 белый слон · h2 белая пешка · a1 белая ладья · f1 белая ладья · g1 белый король | a8 чёрная ладья · c8 чёрный слон · f8 чёрная ладья · g8 чёрный король · a7 чёрная пешка · b7 чёрная пешка · d7 чёрный конь · e7 чёрный слон · g7 чёрная пешка · h7 чёрная пешка · c6 чёрная пешка · d5 чёрная пешка · h5 чёрный ферзь · d4 белая пешка · f4 чёрная пешка · b3 белая пешка · c3 белый слон · d3 белый ферзь · f3 белая пешка · g3 белая пешка · a2 белая пешка · d2 белый конь · e2 белая пешка · g2 белый слон · h2 белая пешка · a1 белая ладья · f1 белая ладья · g1 белый король | a8 чёрная ладья · c8 чёрный слон · f8 чёрная ладья · g8 чёрный король · a7 чёрная пешка · b7 чёрная пешка · d7 чёрный конь · e7 чёрный слон · g7 чёрная пешка · h7 чёрная пешка · c6 чёрная пешка · d5 чёрная пешка · h5 чёрный ферзь · d4 белая пешка · f4 чёрная пешка · b3 белая пешка · c3 белый слон · d3 белый ферзь · f3 белая пешка · g3 белая пешка · a2 белая пешка · d2 белый конь · e2 белая пешка · g2 белый слон · h2 белая пешка · a1 белая ладья · f1 белая ладья · g1 белый король | a8 чёрная ладья · c8 чёрный слон · f8 чёрная ладья · g8 чёрный король · a7 чёрная пешка · b7 чёрная пешка · d7 чёрный конь · e7 чёрный слон · g7 чёрная пешка · h7 чёрная пешка · c6 чёрная пешка · d5 чёрная пешка · h5 чёрный ферзь · d4 белая пешка · f4 чёрная пешка · b3 белая пешка · c3 белый слон · d3 белый ферзь · f3 белая пешка · g3 белая пешка · a2 белая пешка · d2 белый конь · e2 белая пешка · g2 белый слон · h2 белая пешка · a1 белая ладья · f1 белая ладья · g1 белый король | a8 чёрная ладья · c8 чёрный слон · f8 чёрная ладья · g8 чёрный король · a7 чёрная пешка · b7 чёрная пешка · d7 чёрный конь · e7 чёрный слон · g7 чёрная пешка · h7 чёрная пешка · c6 чёрная пешка · d5 чёрная пешка · h5 чёрный ферзь · d4 белая пешка · f4 чёрная пешка · b3 белая пешка · c3 белый слон · d3 белый ферзь · f3 белая пешка · g3 белая пешка · a2 белая пешка · d2 белый конь · e2 белая пешка · g2 белый слон · h2 белая пешка · a1 белая ладья · f1 белая ладья · g1 белый король | 7 |
| 6 | a8 чёрная ладья · c8 чёрный слон · f8 чёрная ладья · g8 чёрный король · a7 чёрная пешка · b7 чёрная пешка · d7 чёрный конь · e7 чёрный слон · g7 чёрная пешка · h7 чёрная пешка · c6 чёрная пешка · d5 чёрная пешка · h5 чёрный ферзь · d4 белая пешка · f4 чёрная пешка · b3 белая пешка · c3 белый слон · d3 белый ферзь · f3 белая пешка · g3 белая пешка · a2 белая пешка · d2 белый конь · e2 белая пешка · g2 белый слон · h2 белая пешка · a1 белая ладья · f1 белая ладья · g1 белый король | a8 чёрная ладья · c8 чёрный слон · f8 чёрная ладья · g8 чёрный король · a7 чёрная пешка · b7 чёрная пешка · d7 чёрный конь · e7 чёрный слон · g7 чёрная пешка · h7 чёрная пешка · c6 чёрная пешка · d5 чёрная пешка · h5 чёрный ферзь · d4 белая пешка · f4 чёрная пешка · b3 белая пешка · c3 белый слон · d3 белый ферзь · f3 белая пешка · g3 белая пешка · a2 белая пешка · d2 белый конь · e2 белая пешка · g2 белый слон · h2 белая пешка · a1 белая ладья · f1 белая ладья · g1 белый король | a8 чёрная ладья · c8 чёрный слон · f8 чёрная ладья · g8 чёрный король · a7 чёрная пешка · b7 чёрная пешка · d7 чёрный конь · e7 чёрный слон · g7 чёрная пешка · h7 чёрная пешка · c6 чёрная пешка · d5 чёрная пешка · h5 чёрный ферзь · d4 белая пешка · f4 чёрная пешка · b3 белая пешка · c3 белый слон · d3 белый ферзь · f3 белая пешка · g3 белая пешка · a2 белая пешка · d2 белый конь · e2 белая пешка · g2 белый слон · h2 белая пешка · a1 белая ладья · f1 белая ладья · g1 белый король | a8 чёрная ладья · c8 чёрный слон · f8 чёрная ладья · g8 чёрный король · a7 чёрная пешка · b7 чёрная пешка · d7 чёрный конь · e7 чёрный слон · g7 чёрная пешка · h7 чёрная пешка · c6 чёрная пешка · d5 чёрная пешка · h5 чёрный ферзь · d4 белая пешка · f4 чёрная пешка · b3 белая пешка · c3 белый слон · d3 белый ферзь · f3 белая пешка · g3 белая пешка · a2 белая пешка · d2 белый конь · e2 белая пешка · g2 белый слон · h2 белая пешка · a1 белая ладья · f1 белая ладья · g1 белый король | a8 чёрная ладья · c8 чёрный слон · f8 чёрная ладья · g8 чёрный король · a7 чёрная пешка · b7 чёрная пешка · d7 чёрный конь · e7 чёрный слон · g7 чёрная пешка · h7 чёрная пешка · c6 чёрная пешка · d5 чёрная пешка · h5 чёрный ферзь · d4 белая пешка · f4 чёрная пешка · b3 белая пешка · c3 белый слон · d3 белый ферзь · f3 белая пешка · g3 белая пешка · a2 белая пешка · d2 белый конь · e2 белая пешка · g2 белый слон · h2 белая пешка · a1 белая ладья · f1 белая ладья · g1 белый король | a8 чёрная ладья · c8 чёрный слон · f8 чёрная ладья · g8 чёрный король · a7 чёрная пешка · b7 чёрная пешка · d7 чёрный конь · e7 чёрный слон · g7 чёрная пешка · h7 чёрная пешка · c6 чёрная пешка · d5 чёрная пешка · h5 чёрный ферзь · d4 белая пешка · f4 чёрная пешка · b3 белая пешка · c3 белый слон · d3 белый ферзь · f3 белая пешка · g3 белая пешка · a2 белая пешка · d2 белый конь · e2 белая пешка · g2 белый слон · h2 белая пешка · a1 белая ладья · f1 белая ладья · g1 белый король | a8 чёрная ладья · c8 чёрный слон · f8 чёрная ладья · g8 чёрный король · a7 чёрная пешка · b7 чёрная пешка · d7 чёрный конь · e7 чёрный слон · g7 чёрная пешка · h7 чёрная пешка · c6 чёрная пешка · d5 чёрная пешка · h5 чёрный ферзь · d4 белая пешка · f4 чёрная пешка · b3 белая пешка · c3 белый слон · d3 белый ферзь · f3 белая пешка · g3 белая пешка · a2 белая пешка · d2 белый конь · e2 белая пешка · g2 белый слон · h2 белая пешка · a1 белая ладья · f1 белая ладья · g1 белый король | a8 чёрная ладья · c8 чёрный слон · f8 чёрная ладья · g8 чёрный король · a7 чёрная пешка · b7 чёрная пешка · d7 чёрный конь · e7 чёрный слон · g7 чёрная пешка · h7 чёрная пешка · c6 чёрная пешка · d5 чёрная пешка · h5 чёрный ферзь · d4 белая пешка · f4 чёрная пешка · b3 белая пешка · c3 белый слон · d3 белый ферзь · f3 белая пешка · g3 белая пешка · a2 белая пешка · d2 белый конь · e2 белая пешка · g2 белый слон · h2 белая пешка · a1 белая ладья · f1 белая ладья · g1 белый король | 6 |
| 5 | a8 чёрная ладья · c8 чёрный слон · f8 чёрная ладья · g8 чёрный король · a7 чёрная пешка · b7 чёрная пешка · d7 чёрный конь · e7 чёрный слон · g7 чёрная пешка · h7 чёрная пешка · c6 чёрная пешка · d5 чёрная пешка · h5 чёрный ферзь · d4 белая пешка · f4 чёрная пешка · b3 белая пешка · c3 белый слон · d3 белый ферзь · f3 белая пешка · g3 белая пешка · a2 белая пешка · d2 белый конь · e2 белая пешка · g2 белый слон · h2 белая пешка · a1 белая ладья · f1 белая ладья · g1 белый король | a8 чёрная ладья · c8 чёрный слон · f8 чёрная ладья · g8 чёрный король · a7 чёрная пешка · b7 чёрная пешка · d7 чёрный конь · e7 чёрный слон · g7 чёрная пешка · h7 чёрная пешка · c6 чёрная пешка · d5 чёрная пешка · h5 чёрный ферзь · d4 белая пешка · f4 чёрная пешка · b3 белая пешка · c3 белый слон · d3 белый ферзь · f3 белая пешка · g3 белая пешка · a2 белая пешка · d2 белый конь · e2 белая пешка · g2 белый слон · h2 белая пешка · a1 белая ладья · f1 белая ладья · g1 белый король | a8 чёрная ладья · c8 чёрный слон · f8 чёрная ладья · g8 чёрный король · a7 чёрная пешка · b7 чёрная пешка · d7 чёрный конь · e7 чёрный слон · g7 чёрная пешка · h7 чёрная пешка · c6 чёрная пешка · d5 чёрная пешка · h5 чёрный ферзь · d4 белая пешка · f4 чёрная пешка · b3 белая пешка · c3 белый слон · d3 белый ферзь · f3 белая пешка · g3 белая пешка · a2 белая пешка · d2 белый конь · e2 белая пешка · g2 белый слон · h2 белая пешка · a1 белая ладья · f1 белая ладья · g1 белый король | a8 чёрная ладья · c8 чёрный слон · f8 чёрная ладья · g8 чёрный король · a7 чёрная пешка · b7 чёрная пешка · d7 чёрный конь · e7 чёрный слон · g7 чёрная пешка · h7 чёрная пешка · c6 чёрная пешка · d5 чёрная пешка · h5 чёрный ферзь · d4 белая пешка · f4 чёрная пешка · b3 белая пешка · c3 белый слон · d3 белый ферзь · f3 белая пешка · g3 белая пешка · a2 белая пешка · d2 белый конь · e2 белая пешка · g2 белый слон · h2 белая пешка · a1 белая ладья · f1 белая ладья · g1 белый король | a8 чёрная ладья · c8 чёрный слон · f8 чёрная ладья · g8 чёрный король · a7 чёрная пешка · b7 чёрная пешка · d7 чёрный конь · e7 чёрный слон · g7 чёрная пешка · h7 чёрная пешка · c6 чёрная пешка · d5 чёрная пешка · h5 чёрный ферзь · d4 белая пешка · f4 чёрная пешка · b3 белая пешка · c3 белый слон · d3 белый ферзь · f3 белая пешка · g3 белая пешка · a2 белая пешка · d2 белый конь · e2 белая пешка · g2 белый слон · h2 белая пешка · a1 белая ладья · f1 белая ладья · g1 белый король | a8 чёрная ладья · c8 чёрный слон · f8 чёрная ладья · g8 чёрный король · a7 чёрная пешка · b7 чёрная пешка · d7 чёрный конь · e7 чёрный слон · g7 чёрная пешка · h7 чёрная пешка · c6 чёрная пешка · d5 чёрная пешка · h5 чёрный ферзь · d4 белая пешка · f4 чёрная пешка · b3 белая пешка · c3 белый слон · d3 белый ферзь · f3 белая пешка · g3 белая пешка · a2 белая пешка · d2 белый конь · e2 белая пешка · g2 белый слон · h2 белая пешка · a1 белая ладья · f1 белая ладья · g1 белый король | a8 чёрная ладья · c8 чёрный слон · f8 чёрная ладья · g8 чёрный король · a7 чёрная пешка · b7 чёрная пешка · d7 чёрный конь · e7 чёрный слон · g7 чёрная пешка · h7 чёрная пешка · c6 чёрная пешка · d5 чёрная пешка · h5 чёрный ферзь · d4 белая пешка · f4 чёрная пешка · b3 белая пешка · c3 белый слон · d3 белый ферзь · f3 белая пешка · g3 белая пешка · a2 белая пешка · d2 белый конь · e2 белая пешка · g2 белый слон · h2 белая пешка · a1 белая ладья · f1 белая ладья · g1 белый король | a8 чёрная ладья · c8 чёрный слон · f8 чёрная ладья · g8 чёрный король · a7 чёрная пешка · b7 чёрная пешка · d7 чёрный конь · e7 чёрный слон · g7 чёрная пешка · h7 чёрная пешка · c6 чёрная пешка · d5 чёрная пешка · h5 чёрный ферзь · d4 белая пешка · f4 чёрная пешка · b3 белая пешка · c3 белый слон · d3 белый ферзь · f3 белая пешка · g3 белая пешка · a2 белая пешка · d2 белый конь · e2 белая пешка · g2 белый слон · h2 белая пешка · a1 белая ладья · f1 белая ладья · g1 белый король | 5 |
| 4 | a8 чёрная ладья · c8 чёрный слон · f8 чёрная ладья · g8 чёрный король · a7 чёрная пешка · b7 чёрная пешка · d7 чёрный конь · e7 чёрный слон · g7 чёрная пешка · h7 чёрная пешка · c6 чёрная пешка · d5 чёрная пешка · h5 чёрный ферзь · d4 белая пешка · f4 чёрная пешка · b3 белая пешка · c3 белый слон · d3 белый ферзь · f3 белая пешка · g3 белая пешка · a2 белая пешка · d2 белый конь · e2 белая пешка · g2 белый слон · h2 белая пешка · a1 белая ладья · f1 белая ладья · g1 белый король | a8 чёрная ладья · c8 чёрный слон · f8 чёрная ладья · g8 чёрный король · a7 чёрная пешка · b7 чёрная пешка · d7 чёрный конь · e7 чёрный слон · g7 чёрная пешка · h7 чёрная пешка · c6 чёрная пешка · d5 чёрная пешка · h5 чёрный ферзь · d4 белая пешка · f4 чёрная пешка · b3 белая пешка · c3 белый слон · d3 белый ферзь · f3 белая пешка · g3 белая пешка · a2 белая пешка · d2 белый конь · e2 белая пешка · g2 белый слон · h2 белая пешка · a1 белая ладья · f1 белая ладья · g1 белый король | a8 чёрная ладья · c8 чёрный слон · f8 чёрная ладья · g8 чёрный король · a7 чёрная пешка · b7 чёрная пешка · d7 чёрный конь · e7 чёрный слон · g7 чёрная пешка · h7 чёрная пешка · c6 чёрная пешка · d5 чёрная пешка · h5 чёрный ферзь · d4 белая пешка · f4 чёрная пешка · b3 белая пешка · c3 белый слон · d3 белый ферзь · f3 белая пешка · g3 белая пешка · a2 белая пешка · d2 белый конь · e2 белая пешка · g2 белый слон · h2 белая пешка · a1 белая ладья · f1 белая ладья · g1 белый король | a8 чёрная ладья · c8 чёрный слон · f8 чёрная ладья · g8 чёрный король · a7 чёрная пешка · b7 чёрная пешка · d7 чёрный конь · e7 чёрный слон · g7 чёрная пешка · h7 чёрная пешка · c6 чёрная пешка · d5 чёрная пешка · h5 чёрный ферзь · d4 белая пешка · f4 чёрная пешка · b3 белая пешка · c3 белый слон · d3 белый ферзь · f3 белая пешка · g3 белая пешка · a2 белая пешка · d2 белый конь · e2 белая пешка · g2 белый слон · h2 белая пешка · a1 белая ладья · f1 белая ладья · g1 белый король | a8 чёрная ладья · c8 чёрный слон · f8 чёрная ладья · g8 чёрный король · a7 чёрная пешка · b7 чёрная пешка · d7 чёрный конь · e7 чёрный слон · g7 чёрная пешка · h7 чёрная пешка · c6 чёрная пешка · d5 чёрная пешка · h5 чёрный ферзь · d4 белая пешка · f4 чёрная пешка · b3 белая пешка · c3 белый слон · d3 белый ферзь · f3 белая пешка · g3 белая пешка · a2 белая пешка · d2 белый конь · e2 белая пешка · g2 белый слон · h2 белая пешка · a1 белая ладья · f1 белая ладья · g1 белый король | a8 чёрная ладья · c8 чёрный слон · f8 чёрная ладья · g8 чёрный король · a7 чёрная пешка · b7 чёрная пешка · d7 чёрный конь · e7 чёрный слон · g7 чёрная пешка · h7 чёрная пешка · c6 чёрная пешка · d5 чёрная пешка · h5 чёрный ферзь · d4 белая пешка · f4 чёрная пешка · b3 белая пешка · c3 белый слон · d3 белый ферзь · f3 белая пешка · g3 белая пешка · a2 белая пешка · d2 белый конь · e2 белая пешка · g2 белый слон · h2 белая пешка · a1 белая ладья · f1 белая ладья · g1 белый король | a8 чёрная ладья · c8 чёрный слон · f8 чёрная ладья · g8 чёрный король · a7 чёрная пешка · b7 чёрная пешка · d7 чёрный конь · e7 чёрный слон · g7 чёрная пешка · h7 чёрная пешка · c6 чёрная пешка · d5 чёрная пешка · h5 чёрный ферзь · d4 белая пешка · f4 чёрная пешка · b3 белая пешка · c3 белый слон · d3 белый ферзь · f3 белая пешка · g3 белая пешка · a2 белая пешка · d2 белый конь · e2 белая пешка · g2 белый слон · h2 белая пешка · a1 белая ладья · f1 белая ладья · g1 белый король | a8 чёрная ладья · c8 чёрный слон · f8 чёрная ладья · g8 чёрный король · a7 чёрная пешка · b7 чёрная пешка · d7 чёрный конь · e7 чёрный слон · g7 чёрная пешка · h7 чёрная пешка · c6 чёрная пешка · d5 чёрная пешка · h5 чёрный ферзь · d4 белая пешка · f4 чёрная пешка · b3 белая пешка · c3 белый слон · d3 белый ферзь · f3 белая пешка · g3 белая пешка · a2 белая пешка · d2 белый конь · e2 белая пешка · g2 белый слон · h2 белая пешка · a1 белая ладья · f1 белая ладья · g1 белый король | 4 |
| 3 | a8 чёрная ладья · c8 чёрный слон · f8 чёрная ладья · g8 чёрный король · a7 чёрная пешка · b7 чёрная пешка · d7 чёрный конь · e7 чёрный слон · g7 чёрная пешка · h7 чёрная пешка · c6 чёрная пешка · d5 чёрная пешка · h5 чёрный ферзь · d4 белая пешка · f4 чёрная пешка · b3 белая пешка · c3 белый слон · d3 белый ферзь · f3 белая пешка · g3 белая пешка · a2 белая пешка · d2 белый конь · e2 белая пешка · g2 белый слон · h2 белая пешка · a1 белая ладья · f1 белая ладья · g1 белый король | a8 чёрная ладья · c8 чёрный слон · f8 чёрная ладья · g8 чёрный король · a7 чёрная пешка · b7 чёрная пешка · d7 чёрный конь · e7 чёрный слон · g7 чёрная пешка · h7 чёрная пешка · c6 чёрная пешка · d5 чёрная пешка · h5 чёрный ферзь · d4 белая пешка · f4 чёрная пешка · b3 белая пешка · c3 белый слон · d3 белый ферзь · f3 белая пешка · g3 белая пешка · a2 белая пешка · d2 белый конь · e2 белая пешка · g2 белый слон · h2 белая пешка · a1 белая ладья · f1 белая ладья · g1 белый король | a8 чёрная ладья · c8 чёрный слон · f8 чёрная ладья · g8 чёрный король · a7 чёрная пешка · b7 чёрная пешка · d7 чёрный конь · e7 чёрный слон · g7 чёрная пешка · h7 чёрная пешка · c6 чёрная пешка · d5 чёрная пешка · h5 чёрный ферзь · d4 белая пешка · f4 чёрная пешка · b3 белая пешка · c3 белый слон · d3 белый ферзь · f3 белая пешка · g3 белая пешка · a2 белая пешка · d2 белый конь · e2 белая пешка · g2 белый слон · h2 белая пешка · a1 белая ладья · f1 белая ладья · g1 белый король | a8 чёрная ладья · c8 чёрный слон · f8 чёрная ладья · g8 чёрный король · a7 чёрная пешка · b7 чёрная пешка · d7 чёрный конь · e7 чёрный слон · g7 чёрная пешка · h7 чёрная пешка · c6 чёрная пешка · d5 чёрная пешка · h5 чёрный ферзь · d4 белая пешка · f4 чёрная пешка · b3 белая пешка · c3 белый слон · d3 белый ферзь · f3 белая пешка · g3 белая пешка · a2 белая пешка · d2 белый конь · e2 белая пешка · g2 белый слон · h2 белая пешка · a1 белая ладья · f1 белая ладья · g1 белый король | a8 чёрная ладья · c8 чёрный слон · f8 чёрная ладья · g8 чёрный король · a7 чёрная пешка · b7 чёрная пешка · d7 чёрный конь · e7 чёрный слон · g7 чёрная пешка · h7 чёрная пешка · c6 чёрная пешка · d5 чёрная пешка · h5 чёрный ферзь · d4 белая пешка · f4 чёрная пешка · b3 белая пешка · c3 белый слон · d3 белый ферзь · f3 белая пешка · g3 белая пешка · a2 белая пешка · d2 белый конь · e2 белая пешка · g2 белый слон · h2 белая пешка · a1 белая ладья · f1 белая ладья · g1 белый король | a8 чёрная ладья · c8 чёрный слон · f8 чёрная ладья · g8 чёрный король · a7 чёрная пешка · b7 чёрная пешка · d7 чёрный конь · e7 чёрный слон · g7 чёрная пешка · h7 чёрная пешка · c6 чёрная пешка · d5 чёрная пешка · h5 чёрный ферзь · d4 белая пешка · f4 чёрная пешка · b3 белая пешка · c3 белый слон · d3 белый ферзь · f3 белая пешка · g3 белая пешка · a2 белая пешка · d2 белый конь · e2 белая пешка · g2 белый слон · h2 белая пешка · a1 белая ладья · f1 белая ладья · g1 белый король | a8 чёрная ладья · c8 чёрный слон · f8 чёрная ладья · g8 чёрный король · a7 чёрная пешка · b7 чёрная пешка · d7 чёрный конь · e7 чёрный слон · g7 чёрная пешка · h7 чёрная пешка · c6 чёрная пешка · d5 чёрная пешка · h5 чёрный ферзь · d4 белая пешка · f4 чёрная пешка · b3 белая пешка · c3 белый слон · d3 белый ферзь · f3 белая пешка · g3 белая пешка · a2 белая пешка · d2 белый конь · e2 белая пешка · g2 белый слон · h2 белая пешка · a1 белая ладья · f1 белая ладья · g1 белый король | a8 чёрная ладья · c8 чёрный слон · f8 чёрная ладья · g8 чёрный король · a7 чёрная пешка · b7 чёрная пешка · d7 чёрный конь · e7 чёрный слон · g7 чёрная пешка · h7 чёрная пешка · c6 чёрная пешка · d5 чёрная пешка · h5 чёрный ферзь · d4 белая пешка · f4 чёрная пешка · b3 белая пешка · c3 белый слон · d3 белый ферзь · f3 белая пешка · g3 белая пешка · a2 белая пешка · d2 белый конь · e2 белая пешка · g2 белый слон · h2 белая пешка · a1 белая ладья · f1 белая ладья · g1 белый король | 3 |
| 2 | a8 чёрная ладья · c8 чёрный слон · f8 чёрная ладья · g8 чёрный король · a7 чёрная пешка · b7 чёрная пешка · d7 чёрный конь · e7 чёрный слон · g7 чёрная пешка · h7 чёрная пешка · c6 чёрная пешка · d5 чёрная пешка · h5 чёрный ферзь · d4 белая пешка · f4 чёрная пешка · b3 белая пешка · c3 белый слон · d3 белый ферзь · f3 белая пешка · g3 белая пешка · a2 белая пешка · d2 белый конь · e2 белая пешка · g2 белый слон · h2 белая пешка · a1 белая ладья · f1 белая ладья · g1 белый король | a8 чёрная ладья · c8 чёрный слон · f8 чёрная ладья · g8 чёрный король · a7 чёрная пешка · b7 чёрная пешка · d7 чёрный конь · e7 чёрный слон · g7 чёрная пешка · h7 чёрная пешка · c6 чёрная пешка · d5 чёрная пешка · h5 чёрный ферзь · d4 белая пешка · f4 чёрная пешка · b3 белая пешка · c3 белый слон · d3 белый ферзь · f3 белая пешка · g3 белая пешка · a2 белая пешка · d2 белый конь · e2 белая пешка · g2 белый слон · h2 белая пешка · a1 белая ладья · f1 белая ладья · g1 белый король | a8 чёрная ладья · c8 чёрный слон · f8 чёрная ладья · g8 чёрный король · a7 чёрная пешка · b7 чёрная пешка · d7 чёрный конь · e7 чёрный слон · g7 чёрная пешка · h7 чёрная пешка · c6 чёрная пешка · d5 чёрная пешка · h5 чёрный ферзь · d4 белая пешка · f4 чёрная пешка · b3 белая пешка · c3 белый слон · d3 белый ферзь · f3 белая пешка · g3 белая пешка · a2 белая пешка · d2 белый конь · e2 белая пешка · g2 белый слон · h2 белая пешка · a1 белая ладья · f1 белая ладья · g1 белый король | a8 чёрная ладья · c8 чёрный слон · f8 чёрная ладья · g8 чёрный король · a7 чёрная пешка · b7 чёрная пешка · d7 чёрный конь · e7 чёрный слон · g7 чёрная пешка · h7 чёрная пешка · c6 чёрная пешка · d5 чёрная пешка · h5 чёрный ферзь · d4 белая пешка · f4 чёрная пешка · b3 белая пешка · c3 белый слон · d3 белый ферзь · f3 белая пешка · g3 белая пешка · a2 белая пешка · d2 белый конь · e2 белая пешка · g2 белый слон · h2 белая пешка · a1 белая ладья · f1 белая ладья · g1 белый король | a8 чёрная ладья · c8 чёрный слон · f8 чёрная ладья · g8 чёрный король · a7 чёрная пешка · b7 чёрная пешка · d7 чёрный конь · e7 чёрный слон · g7 чёрная пешка · h7 чёрная пешка · c6 чёрная пешка · d5 чёрная пешка · h5 чёрный ферзь · d4 белая пешка · f4 чёрная пешка · b3 белая пешка · c3 белый слон · d3 белый ферзь · f3 белая пешка · g3 белая пешка · a2 белая пешка · d2 белый конь · e2 белая пешка · g2 белый слон · h2 белая пешка · a1 белая ладья · f1 белая ладья · g1 белый король | a8 чёрная ладья · c8 чёрный слон · f8 чёрная ладья · g8 чёрный король · a7 чёрная пешка · b7 чёрная пешка · d7 чёрный конь · e7 чёрный слон · g7 чёрная пешка · h7 чёрная пешка · c6 чёрная пешка · d5 чёрная пешка · h5 чёрный ферзь · d4 белая пешка · f4 чёрная пешка · b3 белая пешка · c3 белый слон · d3 белый ферзь · f3 белая пешка · g3 белая пешка · a2 белая пешка · d2 белый конь · e2 белая пешка · g2 белый слон · h2 белая пешка · a1 белая ладья · f1 белая ладья · g1 белый король | a8 чёрная ладья · c8 чёрный слон · f8 чёрная ладья · g8 чёрный король · a7 чёрная пешка · b7 чёрная пешка · d7 чёрный конь · e7 чёрный слон · g7 чёрная пешка · h7 чёрная пешка · c6 чёрная пешка · d5 чёрная пешка · h5 чёрный ферзь · d4 белая пешка · f4 чёрная пешка · b3 белая пешка · c3 белый слон · d3 белый ферзь · f3 белая пешка · g3 белая пешка · a2 белая пешка · d2 белый конь · e2 белая пешка · g2 белый слон · h2 белая пешка · a1 белая ладья · f1 белая ладья · g1 белый король | a8 чёрная ладья · c8 чёрный слон · f8 чёрная ладья · g8 чёрный король · a7 чёрная пешка · b7 чёрная пешка · d7 чёрный конь · e7 чёрный слон · g7 чёрная пешка · h7 чёрная пешка · c6 чёрная пешка · d5 чёрная пешка · h5 чёрный ферзь · d4 белая пешка · f4 чёрная пешка · b3 белая пешка · c3 белый слон · d3 белый ферзь · f3 белая пешка · g3 белая пешка · a2 белая пешка · d2 белый конь · e2 белая пешка · g2 белый слон · h2 белая пешка · a1 белая ладья · f1 белая ладья · g1 белый король | 2 |
| 1 | a8 чёрная ладья · c8 чёрный слон · f8 чёрная ладья · g8 чёрный король · a7 чёрная пешка · b7 чёрная пешка · d7 чёрный конь · e7 чёрный слон · g7 чёрная пешка · h7 чёрная пешка · c6 чёрная пешка · d5 чёрная пешка · h5 чёрный ферзь · d4 белая пешка · f4 чёрная пешка · b3 белая пешка · c3 белый слон · d3 белый ферзь · f3 белая пешка · g3 белая пешка · a2 белая пешка · d2 белый конь · e2 белая пешка · g2 белый слон · h2 белая пешка · a1 белая ладья · f1 белая ладья · g1 белый король | a8 чёрная ладья · c8 чёрный слон · f8 чёрная ладья · g8 чёрный король · a7 чёрная пешка · b7 чёрная пешка · d7 чёрный конь · e7 чёрный слон · g7 чёрная пешка · h7 чёрная пешка · c6 чёрная пешка · d5 чёрная пешка · h5 чёрный ферзь · d4 белая пешка · f4 чёрная пешка · b3 белая пешка · c3 белый слон · d3 белый ферзь · f3 белая пешка · g3 белая пешка · a2 белая пешка · d2 белый конь · e2 белая пешка · g2 белый слон · h2 белая пешка · a1 белая ладья · f1 белая ладья · g1 белый король | a8 чёрная ладья · c8 чёрный слон · f8 чёрная ладья · g8 чёрный король · a7 чёрная пешка · b7 чёрная пешка · d7 чёрный конь · e7 чёрный слон · g7 чёрная пешка · h7 чёрная пешка · c6 чёрная пешка · d5 чёрная пешка · h5 чёрный ферзь · d4 белая пешка · f4 чёрная пешка · b3 белая пешка · c3 белый слон · d3 белый ферзь · f3 белая пешка · g3 белая пешка · a2 белая пешка · d2 белый конь · e2 белая пешка · g2 белый слон · h2 белая пешка · a1 белая ладья · f1 белая ладья · g1 белый король | a8 чёрная ладья · c8 чёрный слон · f8 чёрная ладья · g8 чёрный король · a7 чёрная пешка · b7 чёрная пешка · d7 чёрный конь · e7 чёрный слон · g7 чёрная пешка · h7 чёрная пешка · c6 чёрная пешка · d5 чёрная пешка · h5 чёрный ферзь · d4 белая пешка · f4 чёрная пешка · b3 белая пешка · c3 белый слон · d3 белый ферзь · f3 белая пешка · g3 белая пешка · a2 белая пешка · d2 белый конь · e2 белая пешка · g2 белый слон · h2 белая пешка · a1 белая ладья · f1 белая ладья · g1 белый король | a8 чёрная ладья · c8 чёрный слон · f8 чёрная ладья · g8 чёрный король · a7 чёрная пешка · b7 чёрная пешка · d7 чёрный конь · e7 чёрный слон · g7 чёрная пешка · h7 чёрная пешка · c6 чёрная пешка · d5 чёрная пешка · h5 чёрный ферзь · d4 белая пешка · f4 чёрная пешка · b3 белая пешка · c3 белый слон · d3 белый ферзь · f3 белая пешка · g3 белая пешка · a2 белая пешка · d2 белый конь · e2 белая пешка · g2 белый слон · h2 белая пешка · a1 белая ладья · f1 белая ладья · g1 белый король | a8 чёрная ладья · c8 чёрный слон · f8 чёрная ладья · g8 чёрный король · a7 чёрная пешка · b7 чёрная пешка · d7 чёрный конь · e7 чёрный слон · g7 чёрная пешка · h7 чёрная пешка · c6 чёрная пешка · d5 чёрная пешка · h5 чёрный ферзь · d4 белая пешка · f4 чёрная пешка · b3 белая пешка · c3 белый слон · d3 белый ферзь · f3 белая пешка · g3 белая пешка · a2 белая пешка · d2 белый конь · e2 белая пешка · g2 белый слон · h2 белая пешка · a1 белая ладья · f1 белая ладья · g1 белый король | a8 чёрная ладья · c8 чёрный слон · f8 чёрная ладья · g8 чёрный король · a7 чёрная пешка · b7 чёрная пешка · d7 чёрный конь · e7 чёрный слон · g7 чёрная пешка · h7 чёрная пешка · c6 чёрная пешка · d5 чёрная пешка · h5 чёрный ферзь · d4 белая пешка · f4 чёрная пешка · b3 белая пешка · c3 белый слон · d3 белый ферзь · f3 белая пешка · g3 белая пешка · a2 белая пешка · d2 белый конь · e2 белая пешка · g2 белый слон · h2 белая пешка · a1 белая ладья · f1 белая ладья · g1 белый король | a8 чёрная ладья · c8 чёрный слон · f8 чёрная ладья · g8 чёрный король · a7 чёрная пешка · b7 чёрная пешка · d7 чёрный конь · e7 чёрный слон · g7 чёрная пешка · h7 чёрная пешка · c6 чёрная пешка · d5 чёрная пешка · h5 чёрный ферзь · d4 белая пешка · f4 чёрная пешка · b3 белая пешка · c3 белый слон · d3 белый ферзь · f3 белая пешка · g3 белая пешка · a2 белая пешка · d2 белый конь · e2 белая пешка · g2 белый слон · h2 белая пешка · a1 белая ладья · f1 белая ладья · g1 белый король | 1 |
|   | a | b | c | d | e | f | g | h |   |

Восьмая партия (французская защита) закончилась спокойной ничьей после 21 ходу. После этого, по регламенту, участникам дали два свободных дня.
Для девятой партии ленинградец подготовил усиление (на 10-м ходу) варианта защиты Каро — Канн, разыгранного в первой партии. В этот раз белым удалось получить дебютный перевес и мощно развить его в середине игры. Уже в миттельшпиле чёрные столкнулись с непреодолимыми трудностями — неразвитые фигуры, слабая открытая позиция короля, слабые пешки, а у Ботвинника лишняя пешка. На 33-м ходу Сало Флор сдался. Турнирный зал около 15 минут провожал шахматистов аплодисментами и возгласами «Ботвинник — Флор! Ботвинник — Флор!». Эта победа психологически взбодрила русского шахматиста и (по мнению Ботвинника) сломала Флора.
Десятую партию (голландская защита) чешский шахматист после матча назвал одной из самых слабых в своей карьере. Напротив, отлично сыграл Ботвинник, добившись победы и сравняв счёт в матче. Бурная радость зрителей, по воспоминаниям Флора, длилась не менее четверти часа, как и после предыдущей партии. К «плохой игре» Флора и его второму поражению позже скептически относились многие гроссмейстеры: Бронштейн, Корчной, Смыслов и Спасский. Они склонялись к мнению, что Флор специально сделал такой подарок хозяевам матча и вспоминали, как приятно его поразило советское гостеприимство, подаренная в Ленинграде шуба, а также как он хотел отблагодарить организаторов. Многие годы после этого Флор в разговорах со знакомыми утверждал, что у него не было депрессии [после поражения в девятой партии], я хотел, чтобы действительно был праздник у всех — и у Ботвинника, и у Моделя с Рагозиным, и у товарища Крыленко — шефа советских шахмат". Вместе с тем, в своей статье «Из Москвы в Гастингс», опубликованной в 1934 году, Флор даёт вполне удовлетворительное объяснение: «Мою плохую игру в 10-й партии можно объяснить только состоянием депрессии после поражения накануне».
В оставшихся партиях (11-я и 12-я) ни один из игроков не хотел рисковать. Для Ботвинника даже ничья, особенно после двух поражений в первой половине матча, была почётной, а Флор не имел мотивации рисковать ради возможной минимальной победы. В одиннадцатой партии (защита Каро — Канн) советский шахматист имел некоторый перевес, а Флор играл после изнурительного сеанса одновременной игры накануне. Двенадцатая партия (защита Грюнфельда) стала обычной «гроссмейстерской ничьей».
Заключительный банкет состоялся в ресторане гостиницы «Астория». Среди приглашённых было немало шахматистов, артистов, учёных и юристов.

## Итоги
Матч стал первым за несколько лет соревнованием между советским и зарубежным шахматистом. Победителя ряда международных турниров Флора считали фаворитом до начала матча, поэтому ничью против молодого Ботвинника, ещё никогда не выступавшего в международных соревнованиях, хозяева матча восприняли как успех. Чехословацкий шахматист писал, что матч был слишком коротким, чтобы продемонстрировать всю полноту творческих замыслов соперников (во время переговоров Флор предлагал играть до 6 побед, но такие условия затянули бы матч на неопределённый срок). Шахматисты боялись рисковать и не показали острой борьбы, которая могла бы быть в случае более длинного матча, когда есть большее пространство для экспериментов и больше шансов отыграть отставание.
Советская пропаганда использовала ничью Ботвинника с Флором, как доказательство того, что «мы догнали буржуазную Европу по глубине творчества наших лучших мастеров, мы перегнали её по охвату шахматного движения сотен тысяч, а то и миллионов трудящихся». Уже с 1934 года встречи советских и зарубежных шахматистов стали регулярными, а в 1935 и 1936 годах в Москве были проведены крупные международные турниры с участием ведущих шахматистов и экс-чемпионов мира (действующего чемпиона мира Алехина не пригласили по политическим соображениям — он эмигрировал из СССР в 1921 году).
Именно на 1930-е годы пришёлся пик шахматной силы Саломона Флора. Во время матча он познакомился с будущей женой, остался под впечатлением от популярности шахмат в Советском Союзе, потом неоднократно приезжал туда, а после начала Второй мировой войны переселился в Москву и стал гражданином СССР. Матч был важным опытом для Ботвинника, который пользовался покровительством властей. Благодаря успешному итогу матча, он теперь имел возможность участвовать в зарубежных турнирах, где преимущественно выступал успешно. В середине и второй половине 1930-х годов Ботвинник стал одним из лучших шахматистов мира.

## Таблица
| Участники        | 1   | 2   | 3   | 4   | 5   | 6   | 7   | 8   | 9   | 10  | 11  | 12  |  | + | − | = | Очки |
| Михаил Ботвинник | 0   | ½   | ½   | ½   | ½   | 0   | ½   | ½   | 1   | 1   | ½   | ½   |  | 2 | 2 | 8 | 6    |
| Саломон Флор     | 1   | ½   | ½   | ½   | ½   | 1   | ½   | ½   | 0   | 0   | ½   | ½   |  | 2 | 2 | 8 | 6    |
| Количество ходов | 40  | 21  | 21  | 22  | 48  | 69  | 24  | 21  | 33  | 30  | 26  | 22  |  |   |   |   |      |
| Дебют (ECO)      | B13 | E38 | D26 | A84 | A28 | E38 | A28 | C07 | B13 | A95 | B10 | D95 |  |   |   |   |      |